# Battaglia di Solferino e San Martino
La battaglia di Solferino e San Martino venne combattuta venerdì 24 giugno 1859 in Lombardia, nel contesto della seconda guerra d'indipendenza italiana, dall'esercito austriaco da un lato e da quello francese e piemontese dall'altro. Vide la sconfitta dell'Austria che con essa perse la guerra e la Lombardia. Viene ricordata in Italia come primo concreto passo verso l'unità nazionale e in tutto il mondo per aver ispirato a Henry Dunant l'idea della Croce Rossa Internazionale.
I tre eserciti erano comandati dai rispettivi sovrani: Napoleone III per la Francia, Vittorio Emanuele II per il Regno di Sardegna (ufficialmente alle dipendenze dell'imperatore francese) e Francesco Giuseppe per l'Austria.
I due eserciti alleati combatterono insieme e i piemontesi formarono l'ala sinistra dello schieramento. Tuttavia, la storiografia post-risorgimentale separò l'azione dei piemontesi isolandola come un evento a sé stante al quale si diede il nome di battaglia di San Martino. Oggi si riconosce l'unità dell'evento, benché in Italia resti la denominazione di battaglia di Solferino e San Martino. Altrove è invece conosciuta come battaglia di Solferino.
Fu la prima grande battaglia dopo quelle napoleoniche, avendovi preso parte, complessivamente, 235 000 uomini circa. Il fronte dello scontro si estese dal lago di Garda fino a Castel Goffredo per circa 20 km. La vittoria alleata fu determinata principalmente dall'impiego oculato del corpo d'élite della Guardia, da un uso migliore della cavalleria e dall'impiego dei nuovi cannoni a canna rigata francesi, più precisi e potenti di quelli austriaci.

## Dalla battaglia di Magenta a Solferino
Dopo la sconfitta di Magenta subita dagli austriaci il 4 giugno 1859, che aveva aperto le porte della Lombardia all'esercito franco-piemontese, Ferencz Gyulai, capo dell'armata austriaca in Italia, decise di ritirarsi sulla sponda sinistra del fiume Mincio, portando il grosso delle truppe al sicuro tra le fortezze del Quadrilatero. Si trattava dell'identica strategia proficuamente utilizzata durante la prima guerra d'indipendenza italiana che consentì a Josef Radetzky di riorganizzare le forze e lanciare il contrattacco decisivo.
Tuttavia, alcuni generali erano contrari a ritirarsi e il 9 giugno si ebbe un principio di insubordinazione nei confronti di Gyulai. Solo a fatica gli ufficiali furono convinti che probabilmente il nemico puntava subito all'Adda e che quindi bisognava procedere con la ritirata. Il 15 giugno uno scontro con le forze garibaldine (battaglia di Treponti) e i movimenti delle truppe francesi sbarcate in Toscana evidenziarono un pericolo di aggiramento da parte delle forze alleate sia da nord che da sud. Di conseguenza gli austriaci si decisero per il passaggio del Mincio, cominciato il quale, il 16 giugno, Gyulai fu sospeso dal comando dall'imperatore Francesco Giuseppe che lo sostituì.
La presenza dell'Imperatore sul campo non portò grandi benefici, poiché il monarca era circondato da collaboratori fra i quali non vi era accordo. Il passaggio del Mincio era intanto stato sospeso e il nuovo ordine di valicare il fiume fu emanato solo il 20 giugno. Elementi di incertezza vennero poi da voci su un imminente sbarco francese a Venezia e sul timore di un'operazione coordinata alleata dal Chiese, dal basso Po e dall'Adriatico. Gli austriaci decisero pertanto di continuare la ritirata fin dietro l'Adige. Ma il 22 giugno una ricognizione recò la notizia che il nemico, passato il Chiese, procedeva in masse distinte. Gli austriaci decisero allora di interrompere la marcia, tornare sui loro passi e attaccare verso ovest gli alleati per coglierli disseminati.
Sull'altro fronte intanto, il 19 giugno, Napoleone III riuniva a Brescia il consiglio di guerra dei comandanti dei 5 corpi d'armata che facevano parte del contingente francese in Italia. Il consiglio decise di procedere verso est, lentamente. Ciò anche per dare la possibilità al 5º Corpo del principe Napoleone che era sbarcato in Toscana di raggiungere il teatro delle operazioni. 5º Corpo che non farà comunque in tempo a partecipare alla battaglia.

## Le forze in campo e l'avanzata alleata

### L'esercito austriaco

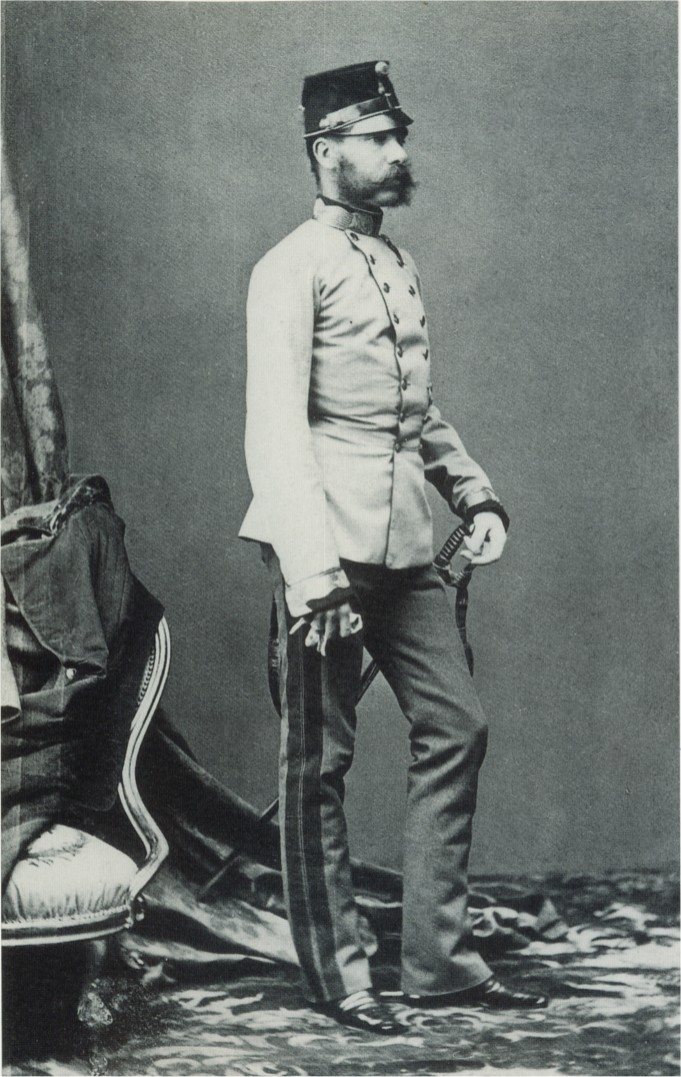
L’imperatore d’Austria Francesco Giuseppe dopo la sconfitta di Magenta sospese il comandante Gyulai e prese il suo posto.

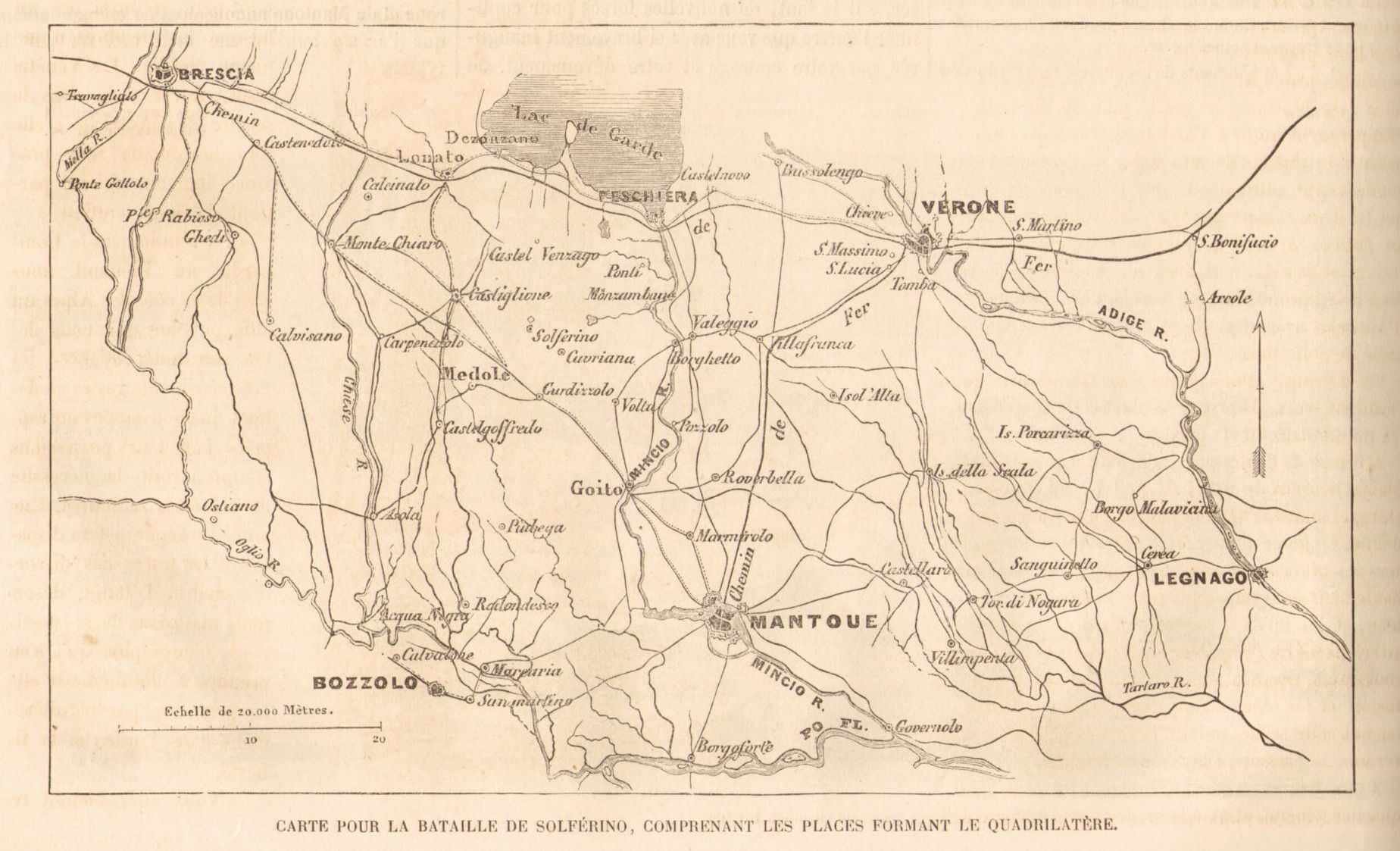
La zona della battaglia in una carta francese del 1859. Si notino i fiumi Chiese e Mincio.

All'inizio del conflitto l'esercito austriaco in Italia era composto, oltre che dalle guarnigioni nelle varie fortezze, da 5 corpi d'armata: il 2º al comando di Edoardo Francesco del Liechtenstein, il 3º di Edmund Leopold von Schwarzenberg, il 5º di Philipp Franz von Stadion, il 7º comandato da Friedrich Zobel e l'8º Corpo d'armata di Ludwig von Benedek. Successivamente si aggiunsero il 1º Corpo ai comandi di Eduard Clam-Gallas e il 9º Corpo di Johann Franz Schaaffgotsche von Kynast.
Dopo la battaglia di Magenta si erano aggregati altri due corpi: il 4° comandato dall'arciduca Carlo Ferdinando e l'11° di Valentin Veigl von Kriegeslohn. In previsione dell'imminente battaglia le truppe che si sarebbero battute furono divise in due armate: la 1ª del feldmaresciallo Franz von Wimpffen che comprendeva il 2º, il 3º, il 9º e l'11º Corpo; e la 2ª comandata da Franz von Schlick comprendente il 1º, 5º, 7º e 8º Corpo. Di queste unità solo il 2º Corpo non parteciperà attivamente allo scontro. Il Capo di stato maggiore dell'imperatore Francesco Giuseppe era Heinrich von Hess, che aveva occupato tale carica anche con il generale Josef Radetzky durante la prima guerra d'indipendenza.
Numericamente, la 1ª Armata contava 57 000 uomini e la 2ª (eccetto l'8º Corpo) 45 500, per un totale di 102 500 uomini. Oltre a queste forze, l'ala destra dello schieramento contava l'8º Corpo con altri 20 000 uomini e tra le due armate, due brigate con 8 500 uomini. Complessivamente, quindi le forze austriache ammontavano a 131 000 uomini.

### Gli eserciti alleati al passaggio del Chiese

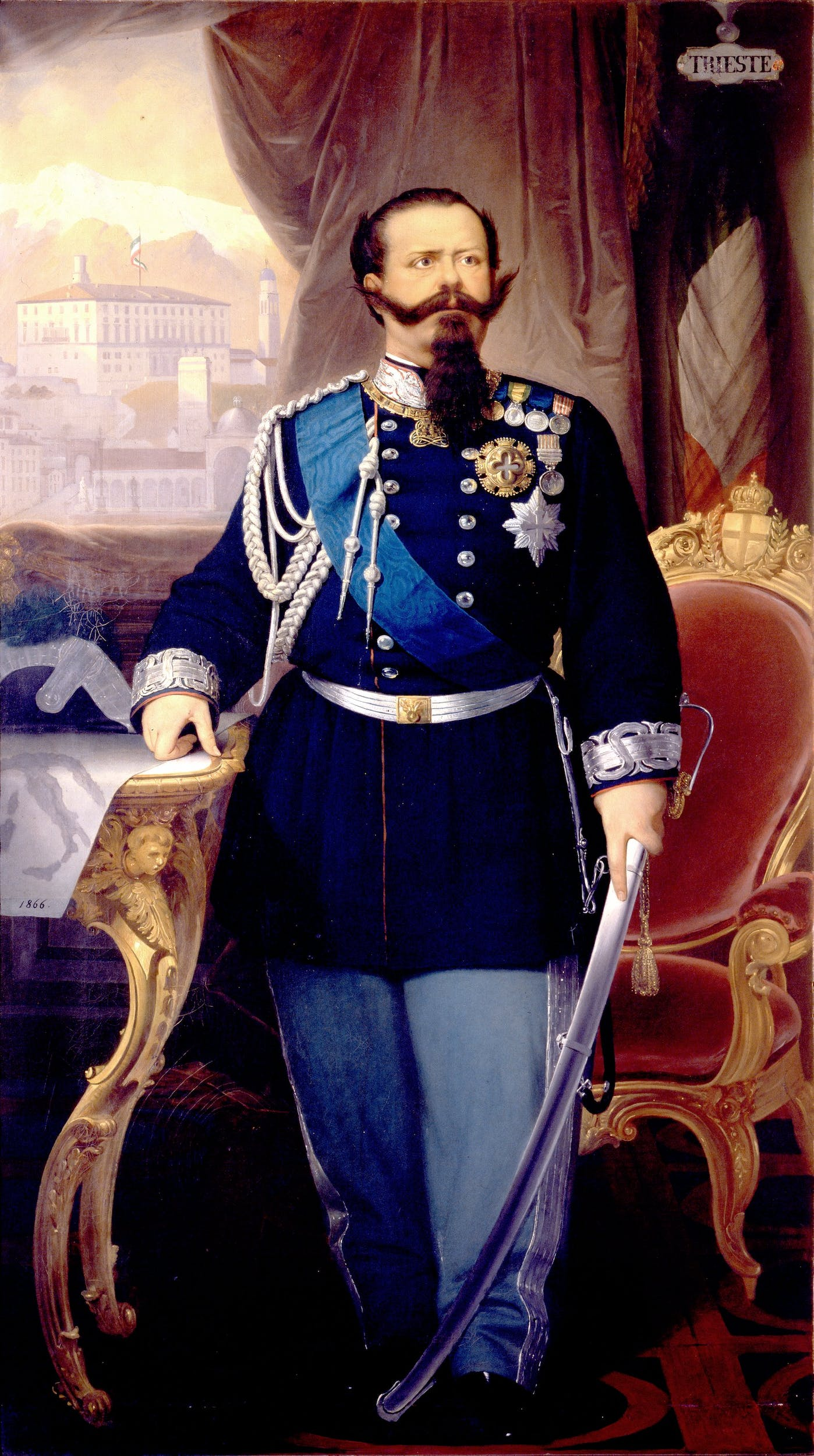
Comandante dell'armata piemontese era il re Vittorio Emanuele II di Savoia.

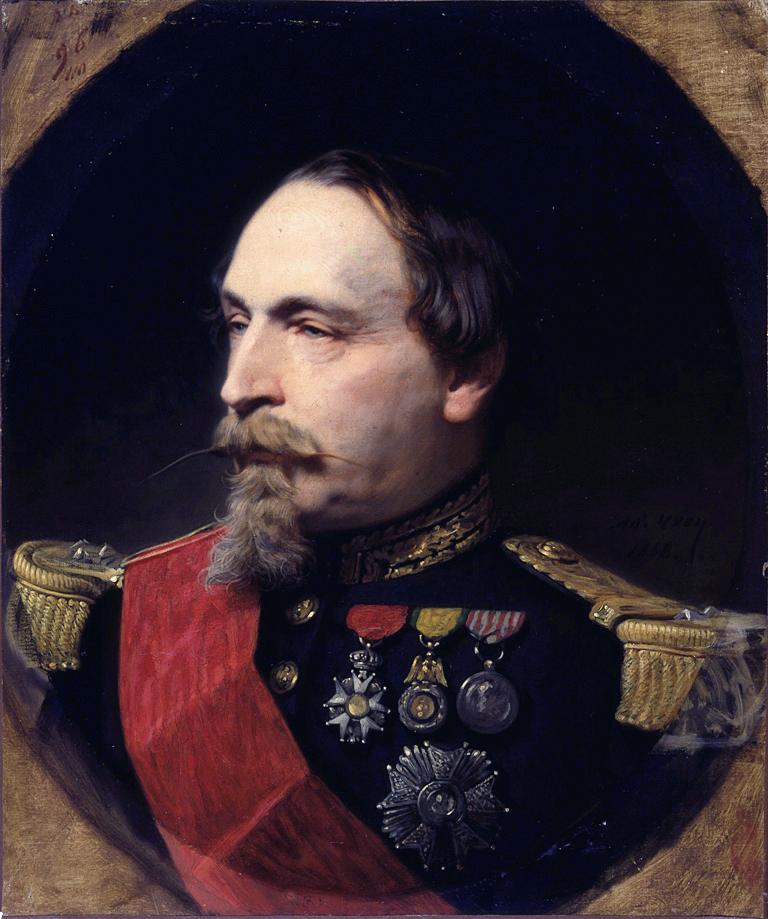
Napoleone III di Francia era il comandante dell'esercito franco-piemontese.

Il 21 giugno 1859 l'esercito francese cominciò a muovere verso est dalla zona di Brescia e il 4º Corpo, comandato da Adolphe Niel, passò il fiume Chiese su di un ponte costruito dal Genio piemontese dopo aver occupato Castenedolo. Il 3º Corpo, comandato da François de Canrobert, lo seguì collocandosi più a sud, in modo da garantire l'ala destra da eventuali incursioni che potevano provenire da Mantova. La mattina dello stesso giorno il 2º Corpo del generale Patrice de Mac-Mahon (protagonista della battaglia di Magenta) lasciò San Zeno e alle 13 giunse a Montichiari, passò il Chiese su due ponti che gli austriaci non avevano distrutto e si stabilì sulla strada Goito-Castiglione-Castenedolo. Infine, più a nord, il 1º Corpo di Achille Baraguey d'Hilliers prese la strada per Lonato e si posizionò a Esenta. Napoleone III con il Corpo della Guardia di Auguste d'Angély si trasferì a Castenedolo e da qui a Montichiari.
L'esercito piemontese che rimaneva a nord dello schieramento alleato, costituendo la sua ala sinistra, passò anch'esso il Chiese. Era diretto da Vittorio Emanuele II che, per consentire un'unità di comando, aveva concesso di sottostare alle disposizioni di Napoleone III. Era costituito da sei divisioni: la 1ª comandata dal generale Giovanni Durando, la 2ª comandata da Manfredo Fanti, la 3ª da Filiberto Mollard, la 4ª da Enrico Cialdini, la 5ª da Domenico Cucchiari e la divisione di Cavalleria comandata da Callisto Bertone di Sambuy. Le divisioni sabaude coinvolte furono tuttavia quattro: la 1ª, la 2ª, la 3ª e la 5ª per un totale di circa 35 000 uomini. La 4ª era infatti a nord con i Cacciatori delle Alpi.
Numericamente, i piemontesi ammontavano a 37 000 uomini. Mentre, fra i francesi, le forze del 1º e 2º Corpo contavano 52 000 uomini, e quelle del 3º e 4º 44 000 I francesi erano quindi 97 000 e con i piemontesi lo schieramento alleato arrivava a 134 000 uomini.

## L'incontro dei due eserciti

### Le ricognizioni e il piano francese

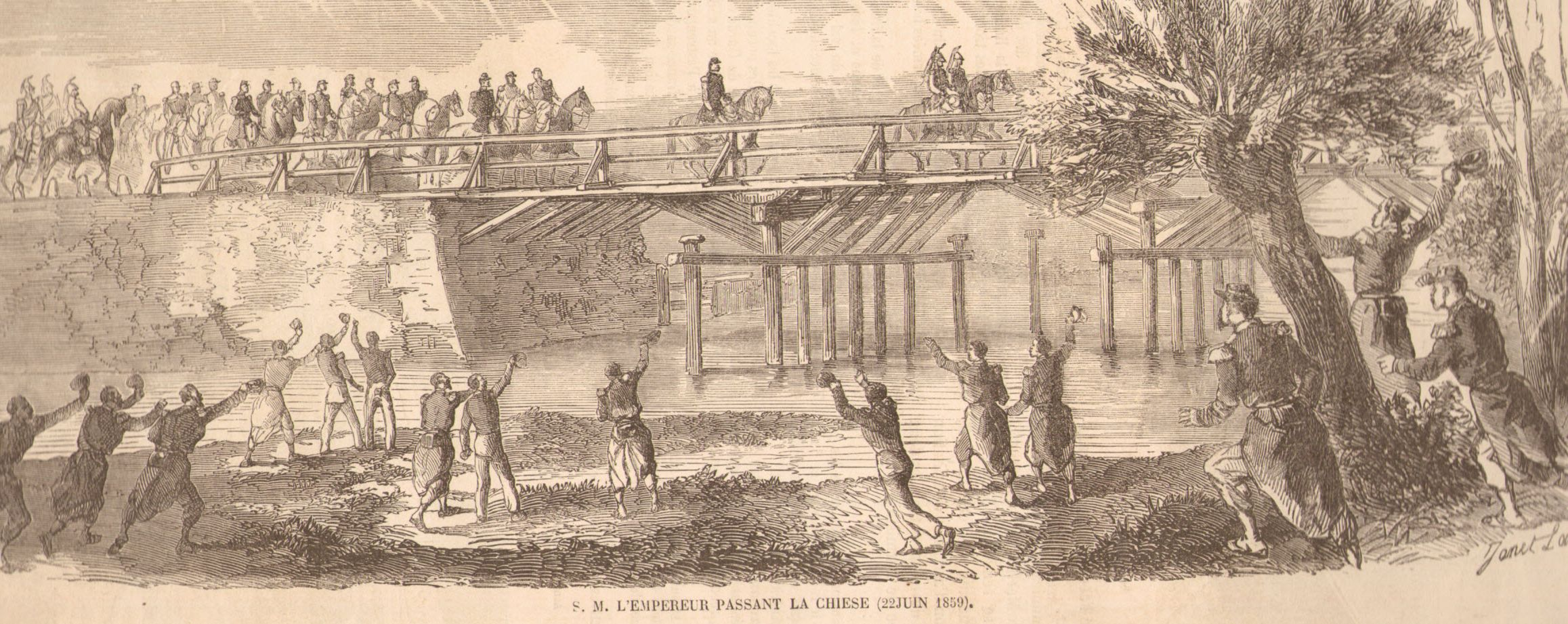
Napoleone III passa il fiume Chiese il 22 giugno 1859.

Il 22 giugno, non appena consolidata la testa di ponte francese sulla riva sinistra del Chiese, il generale Niel (4º Corpo) aveva ordinato una ricognizione per verificare se l'esercito austriaco si fosse realmente posizionato sulla riva sinistra del Mincio. 40 cavalleggeri della Divisione di Cavalleria del generale Nicolas Desvaux partirono dal bivacco di Carpenedolo e, senza incontrare nemici, proseguirono per Medole, Ceresara e Cerlongo, fino a raggiungere Goito e constatare la ritirata dell'esercito austriaco al di là del Mincio. Al ritorno si scontrarono però con un drappello di Ulani austriaci che presidiavano Piubega, catturandone alcuni, e incontrarono anche un reparto di Ussari presso Asola. I francesi proseguirono per Castel Goffredo e tornarono al bivacco.
Il 22 giugno 1859 il 2º Corpo francese occupò Castiglione e il 23 il 1º Corpo, passato per ultimo il Chiese, si portò a Esenta, facendo da congiungimento tra il corpo sardo a nord e l'armata francese a sud. Lo stesso giorno, convinto che gli austriaci si stessero disponendo nel Quadrilatero, Napoleone III diede disposizioni di marcia ai suoi corpi d'armata. Le truppe si sarebbero mosse alle due di notte del 24 giugno, e si sarebbe dovuto preparare il rancio una volta che fossero arrivate alle rispettive destinazioni.
Queste ultime erano: Pozzolengo per il Corpo piemontese, Solferino per il 1º Corpo francese, Cavriana per il 2º Corpo, Medole e Guidizzolo per il 4º Corpo, Castel Goffredo per il 3º Corpo, e Castiglione per la Guardia che sarebbe rimasta lì di riserva. Napoleone III quindi non credeva di marciare verso una grande battaglia, eppure egli prescrisse che ad ogni colonna si facesse precedere una forte avanguardia di modo da espugnare eventuali punti ancora occupati dal nemico.

### Il passaggio austriaco del Mincio

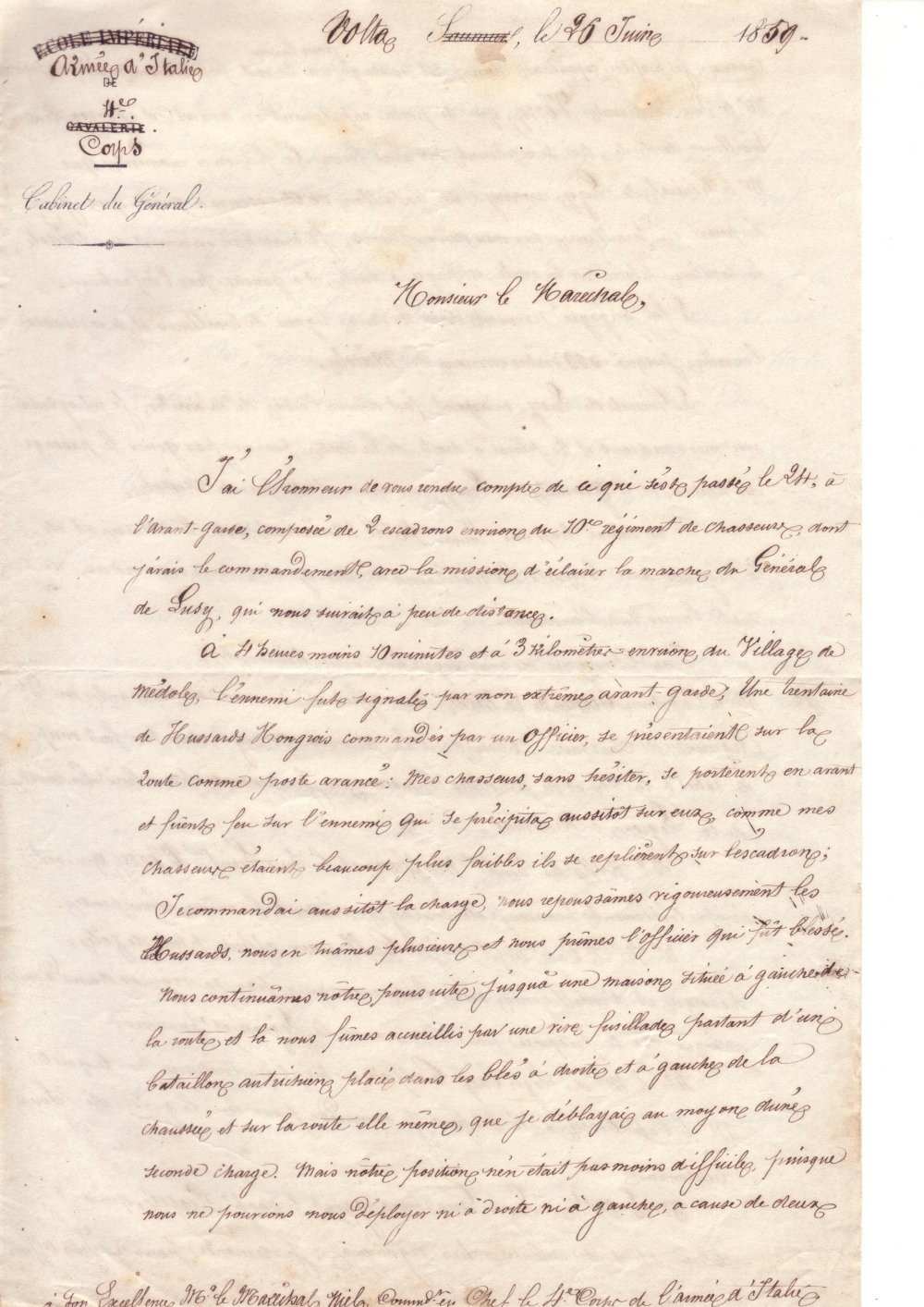
Il rapporto del generale francese Camille de Rochefort al suo comandante Adolphe Niel che attesta l'inizio dei combattimenti alle ore 3,50 (4 heures moins 10 minutes) del 24 giugno 1859.

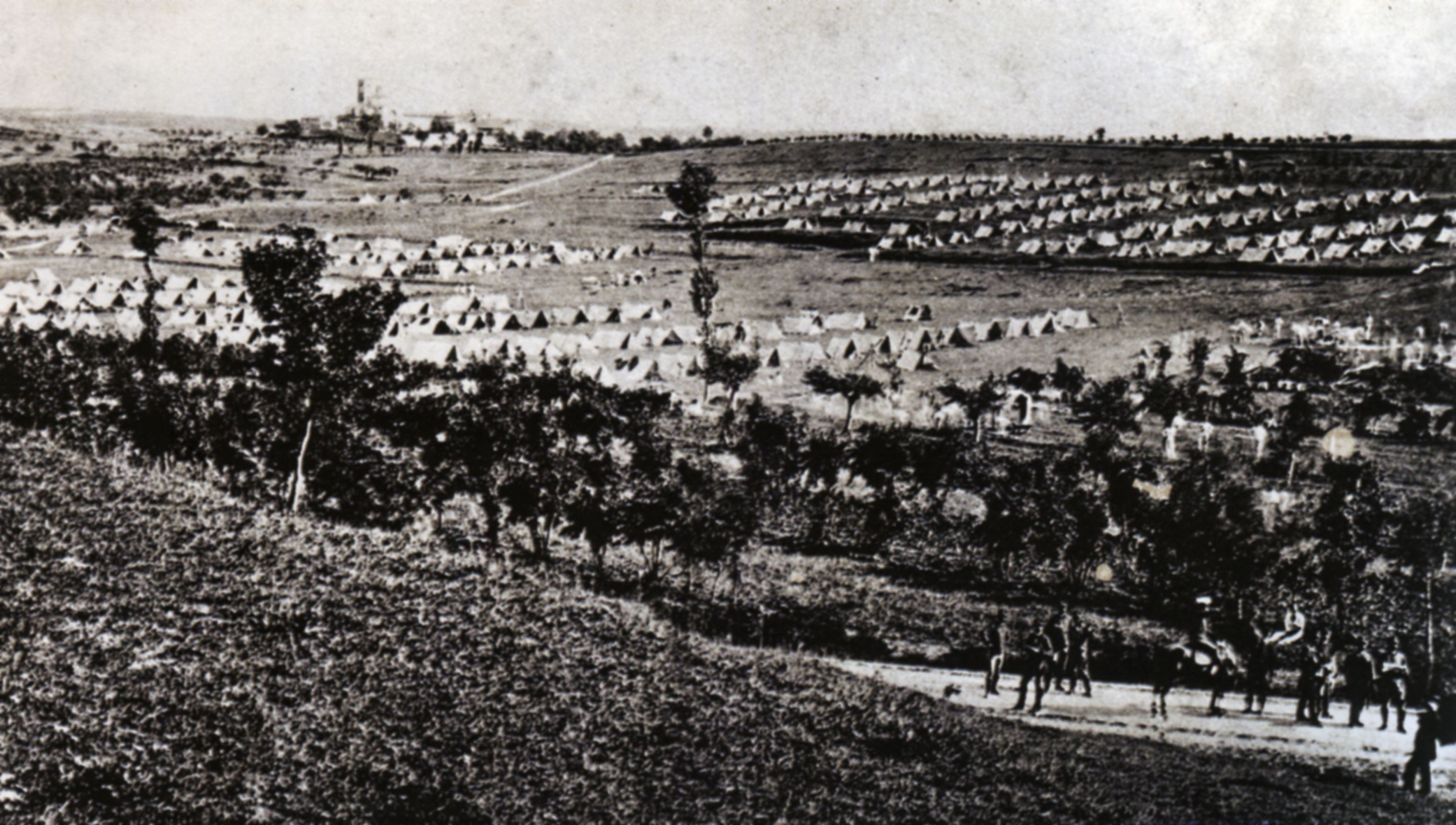
Foto dell'accampamento piemontese realizzata un giorno prima della battaglia di Solferino.

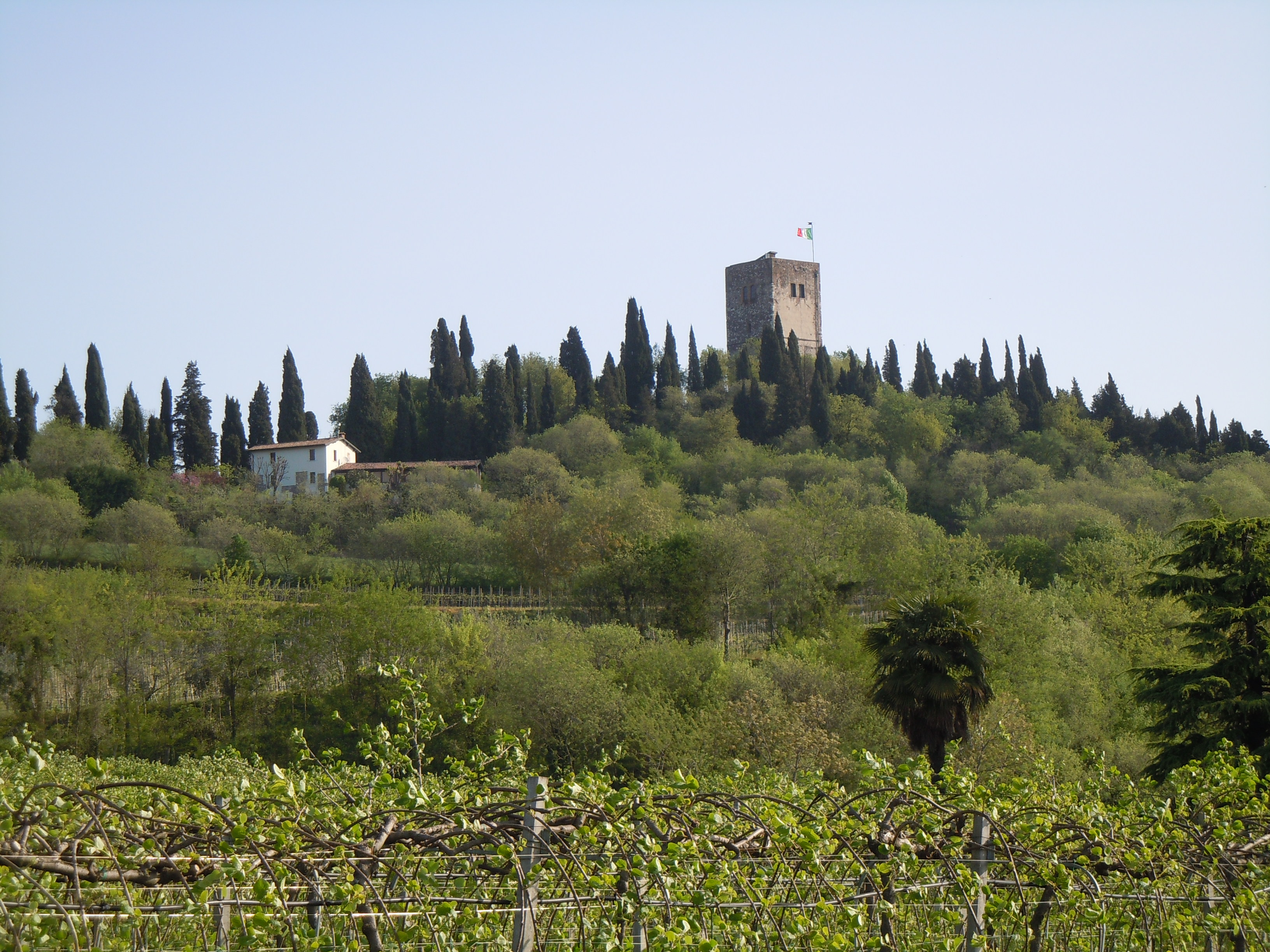
La Rocca di Solferino come dovette apparire ai francesi che l'attaccarono.

La sera del 22 giugno il riordinamento dell'esercito austriaco era terminato, per cui si preparò a ripassare il Mincio, questa volta da est verso ovest. Le operazioni al riguardo cominciarono il 23. La 2ª Armata si dispiegò verso nord. La sua ala destra costituita dall'8º Corpo si mosse per prima: doveva dirigersi verso Desenzano e Lonato, presso la sponda sud del lago di Garda. Il corpo comandato da Benedek passò il fiume a Salionze (fra Peschiera e Monzambano), prese posizione a Pozzolengo e collocò avamposti tra Rivoltella e Castel Venzago (ben oltre Lonato), nella zona cioè assegnata sull'altro fronte al corpo piemontese.
Gli altri corpi della 2ª Armata austriaca si mossero più a sud per occupare le colline fra Solferino e Cavriana. Il 5° passò il Mincio a Valeggio, prese posizione a Solferino, così da occupare l'obiettivo assegnato al 1º Corpo francese. Dietro il 5° passò a Valeggio anche il 1º Corpo austriaco che si diresse a Cavriana. Il 7° passò a Ferri e puntò su Castiglione.
Ancora più a sud, passò il Mincio anche la 1ª Armata austriaca, alla quale era stato assegnato il compito di un'azione avvolgente nella pianura verso nord-ovest. Il 3º Corpo austriaco passò a Ferri e prese posizione a Guidizzolo. A Goito passarono uno dietro l'altro il 9º e l'11º Corpo con l'obiettivo generale di raggiungere Carpenedolo, presso il Chiese. Il quartier generale dell'Imperatore si posizionò a Valeggio, quello della 1ª Armata a Cereta e quello della 2ª a Volta.
Il 23 mattina l'aviatore Eugène Godard, al seguito del Genio francese, compì un'ascensione aerostatica a Castiglione delle Stiviere, non rilevando contingenti di truppe austriache nelle vicinanze. 
Nello stesso giorno anche Napoleone III fece eseguire ricognizioni che notarono nemici a Guidizzolo (era il 3º Corpo austriaco che prendeva posizione) e in movimento verso Medole, ma la polvere impedì valutazioni più precise. L'Imperatore francese pensò che l'esercito nemico in ritirata avesse lasciato forti retroguardie e, come abbiamo visto, decise di avanzare.

### L'impatto
Quella del 24 giugno fu quindi una battaglia d'incontro, non prevista nelle circostanze in cui si verificò da nessuno dei due schieramenti. Le forze erano pressoché uguali: 120 000 gli austriaci e 115 000 i franco-piemontesi.
I due eserciti si trovavano schierati frontalmente su due linee parallele e vicinissime, estese da nord a sud per oltre 20 km, totalmente ignari della presenza e delle intenzioni dell'avversario.
Fatti pochi chilometri, inevitabilmente, le colonne franco-sarde vennero a contatto, una dopo l'altra, con le truppe austriache, fortemente attestate proprio nei territori di Solferino, Cavriana, Medole, Guidizzolo e Pozzolengo. Nel giro di poche ore, dalle 4 alle 7 del mattino, divamparono numerosi e feroci combattimenti, producendo un impatto generale che si protrasse per oltre 18 ore.
Il primo impatto della giornata, che segnò l'inizio alla Battaglia di Solferino e San Martino, si verificò alle ore 3.50 in località Salinone Mulino, a circa 1,5 km dall'abitato di Medole, sulla strada per Carpenedolo. Il 4º Corpo francese subito ingaggiò battaglia per conquistare il villaggio, difeso da forti truppe austriache, formate dal 52º Reggimento di linea e da 16 Squadroni della Divisione di Cavalleria Zedtwitz, con numerosa artiglieria.

## Al centro: lo scontro per le colline di Solferino

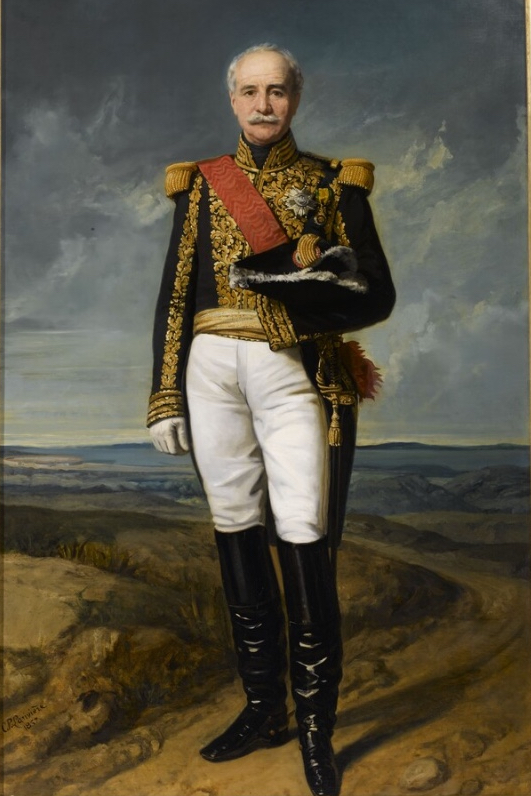
Il peso maggiore della conquista di Solferino gravò sul 1º Corpo francese del generale Achille Baraguey d'Hilliers.

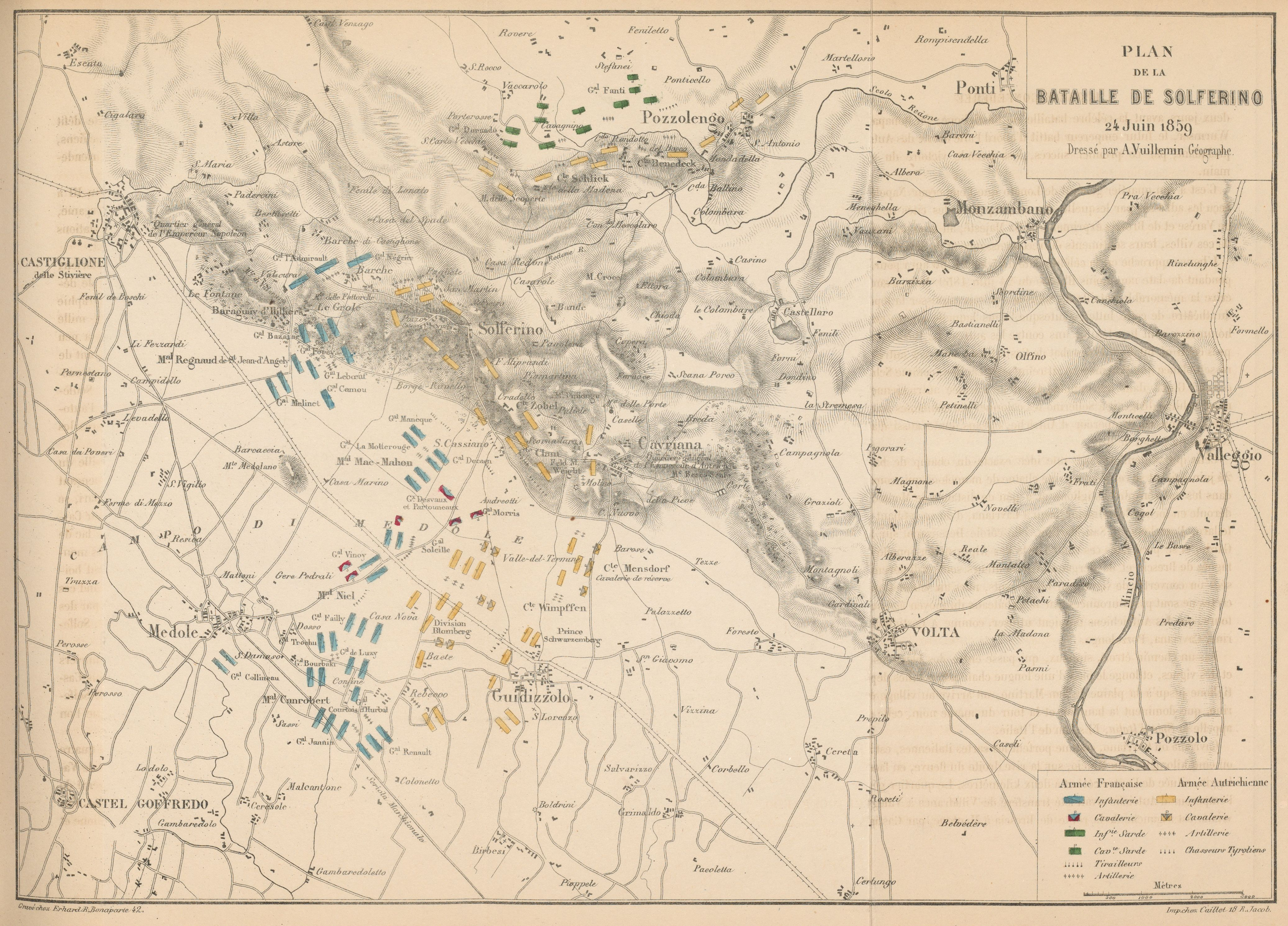
La battaglia in una carta francese del 1859: in verde i piemontesi, in azzurro i francesi e in giallo gli austriaci.

Vista dal lato francese, da ovest, il fronte nemico si presentava a sinistra con una serie di piccole alture via via sempre più elevate nella zona centrale e culminanti nel villaggio di Solferino, la cui torre, per la sua posizione strategica, veniva chiamata la “spia d'Italia”. In questo punto la collina raggiunge i 124 metri sul livello del mare. A destra il paesaggio prosegue ancora con alture digradanti, verso sud-est, che terminano nella pianura.
All'alba del 24 giugno 1859 i francesi si mossero con la loro ala sinistra e alle 6, quando ancora gli austriaci erano sulle loro posizioni, il loro 1º Corpo, comandato dal generale d'Hilliers, proveniente da Esenta incontrò il 5º Corpo di Stadion attestato sulle alture avanti Solferino. I francesi impegnarono il combattimento e gli austriaci, approfittando abilmente dei vantaggi offerti dal terreno, resistettero efficacemente.
Più a sud-ovest il 2º Corpo francese di Mac-Mahon prese contatto con il nemico pressappoco alla stessa ora, respingendo gli avamposti austriaci a Cà Morino. Un po' più indietro, sull'altura di Medolano, Mac-Mahon si accorse dello spiegamento di numerose forze austriache avanti a sé sulla destra, ma non si mosse nel timore di lasciare sguarnita la sua posizione e si dispose ad attendere l'arrivo sul suo fianco destro del 4º Corpo che era in ritardo. Intanto il 1º Corpo francese combatteva da solo a Solferino impegnando anche il 1º Corpo austriaco di Clam-Gallas. La battaglia si accese violenta e inaspettata. L'imperatore austriaco Francesco Giuseppe giudicò la situazione compatibile con i piani e dispose che gli ordini di fare avanzare in pianura la 1ª Armata fossero eseguiti subito, obbligando buona parte dei corpi a muoversi prima che fosse distribuito il rancio.

### L'attacco francese e la resistenza austriaca

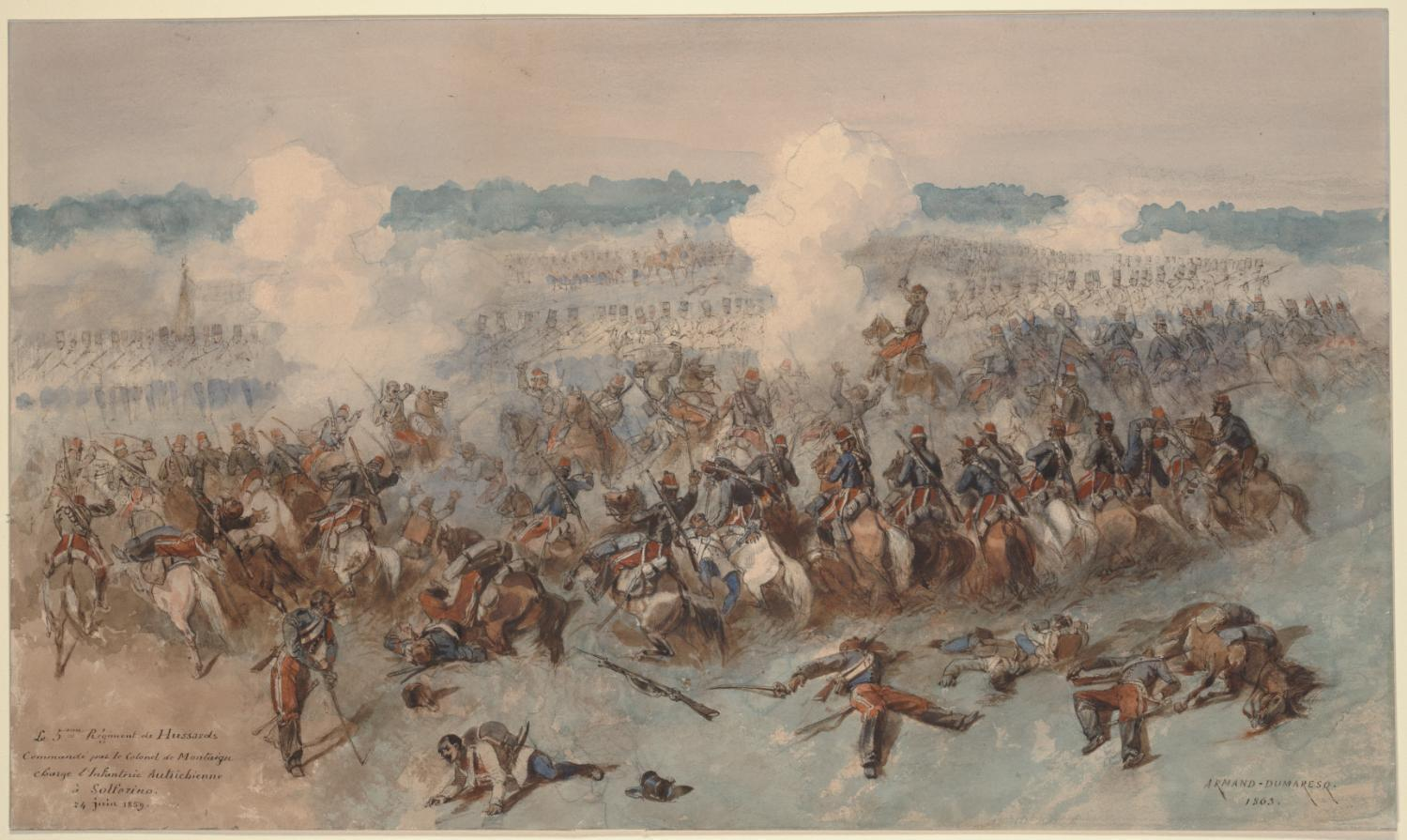
La carica del 5º Reggimento Ussari della divisione francese del generale Desvaux nella pianura a sud di Solferino.

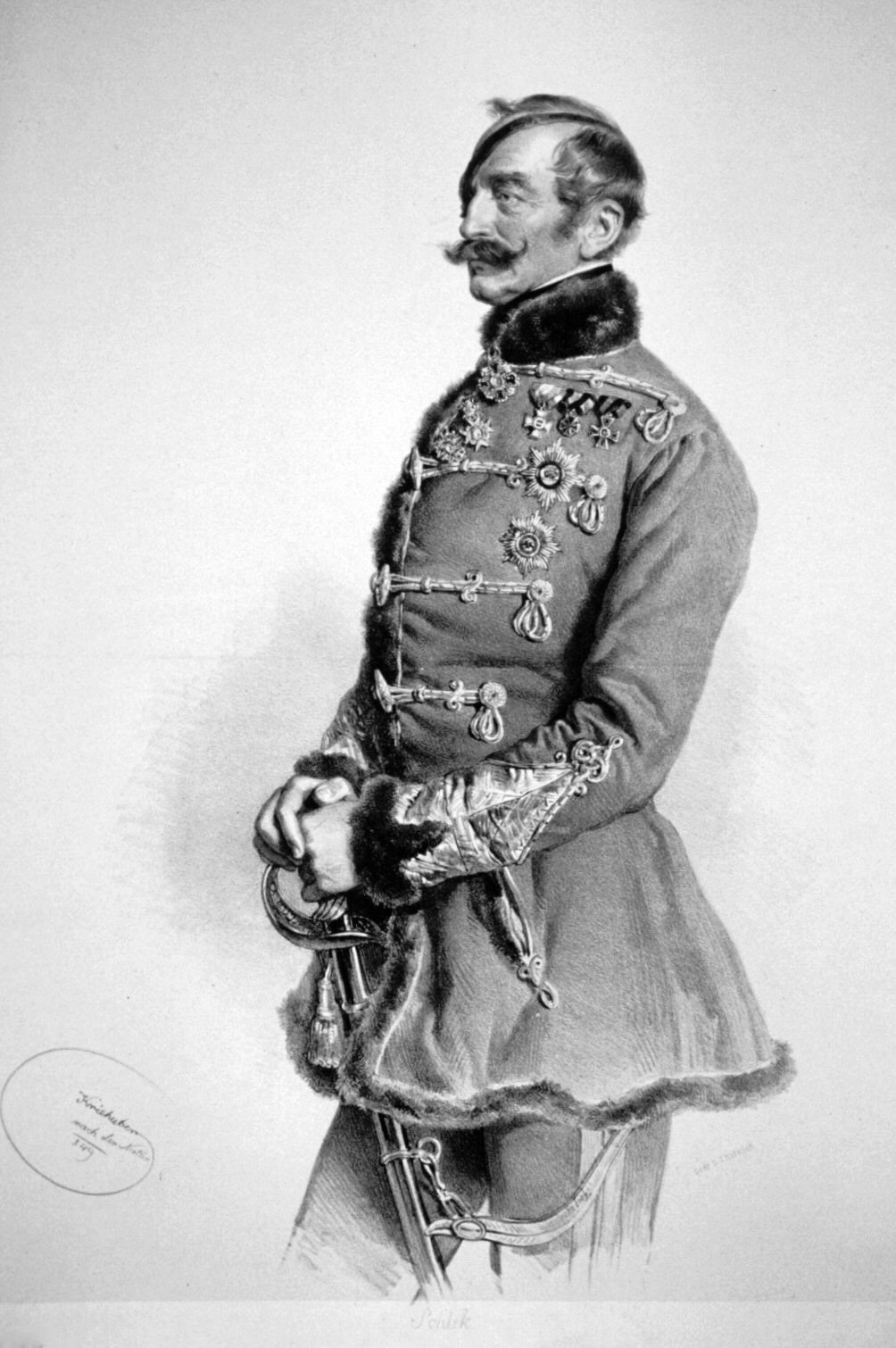
La difesa delle colline di Solferino era affidata alla 2ª Armata austriaca di Franz von Schlick.

D'altro canto i corpi d'armata alleati erano distanti l'uno dall'altro e Napoleone III ordinò al 4º Corpo di Niel e al 3° di Canrobert di appoggiare a sinistra il 2° di Mac-Mahon che a sua volta doveva avanzare su San Cassiano. Contemporaneamente cercò di riempire il vuoto fra il 2º e il 4º Corpo inviandovi la divisione di cavalleria della Guardia del generale Louis-Michel Morris (1803-1867) che doveva mettersi poi a disposizione di Mac-Mahon. L'imperatore francese avvertì anche Vittorio Emanuele II di convergere a destra con le sue divisioni avvicinandosi alla sinistra del 1º Corpo impegnato a Solferino.
Quest'ultimo Corpo circoscriveva gli sforzi degli austriaci nelle posizioni di Solferino dove le brigate dei generali Anton Freiherr von Bils (1810-1894) e Hannibal Konstanz von Puchner (1820-1890) si distinsero nei contrattacchi alla baionetta. Il generale Paul de Ladmirault (1808-1898), della 2ª Divisione francese, sostenuto dal fuoco del generale Élie Frédéric Forey della 1ª, resistette all'ingrossare del nemico mantenendo le posizioni sulle creste di fronte al cimitero. Mac-Mahon, intanto, dispiegato il suo 2º Corpo in pianura riuscì a sinistra ad unirsi al 1° di Baraguey d'Hilliers, ma a destra aveva ancora il vuoto che il 4º Corpo, avanzando lentamente da sud-ovest, non era ancora riuscito a colmare.
Al comando del 4º Corpo francese vi era il generale Niel che, dopo aver occupato Medole, si accorse che gli austriaci con la 1ª Armata di von Wimpffen puntavano al terreno libero non ancora coperto dalla cavalleria per impedirgli la congiunzione con Mac-Mahon. Ciò costrinse il 4º Corpo ad iniziare una marcia in terreno difficile e con lentezza. Napoleone III si portò allora presso il comando del 2º Corpo giungendovi però quando Mac-Mahon aveva già dato alla sua 2ª Divisione l'ordine di portarsi a Cà Morino per chiudere il varco e prepararsi a marciare su San Cassiano.

### La difficoltà delle manovre austriache
Intorno alle 9, però, il 2º Corpo francese di Mac-Mahon fu attaccato dalla fanteria austriaca preceduta da molta artiglieria posta ad un migliaio di metri dai francesi. I cannoni del 2º Corpo francese risposero al fuoco. Contemporaneamente le batterie delle divisioni di cavalleria del generale Nicolas Desvaux del 1º Corpo e del generale Maurice Partouneaux (1798-1865) del 3º Corpo da sud, incrociarono i cannoni austriaci che furono costretti a ripiegare. Subito dopo le due divisioni francesi caricarono gli austriaci facendo loro 600 prigionieri.
D'altro canto, la 1ª Armata austriaca che avrebbe dovuto avanzare con la sua ala destra dal lato della collina per tenersi collegata con la 2ª impegnata a Solferino, si trovò a dover traversare una landa scoperta. Qui l'artiglieria francese, equipaggiata con i nuovi cannoni a canna rigata, intercettò in pieno il passaggio delle truppe nemiche che altrove avrebbero dovuto avanzare in terreno più coperto ma più difficile da percorrere.

### Ore 12,30: l'intervento della Guardia

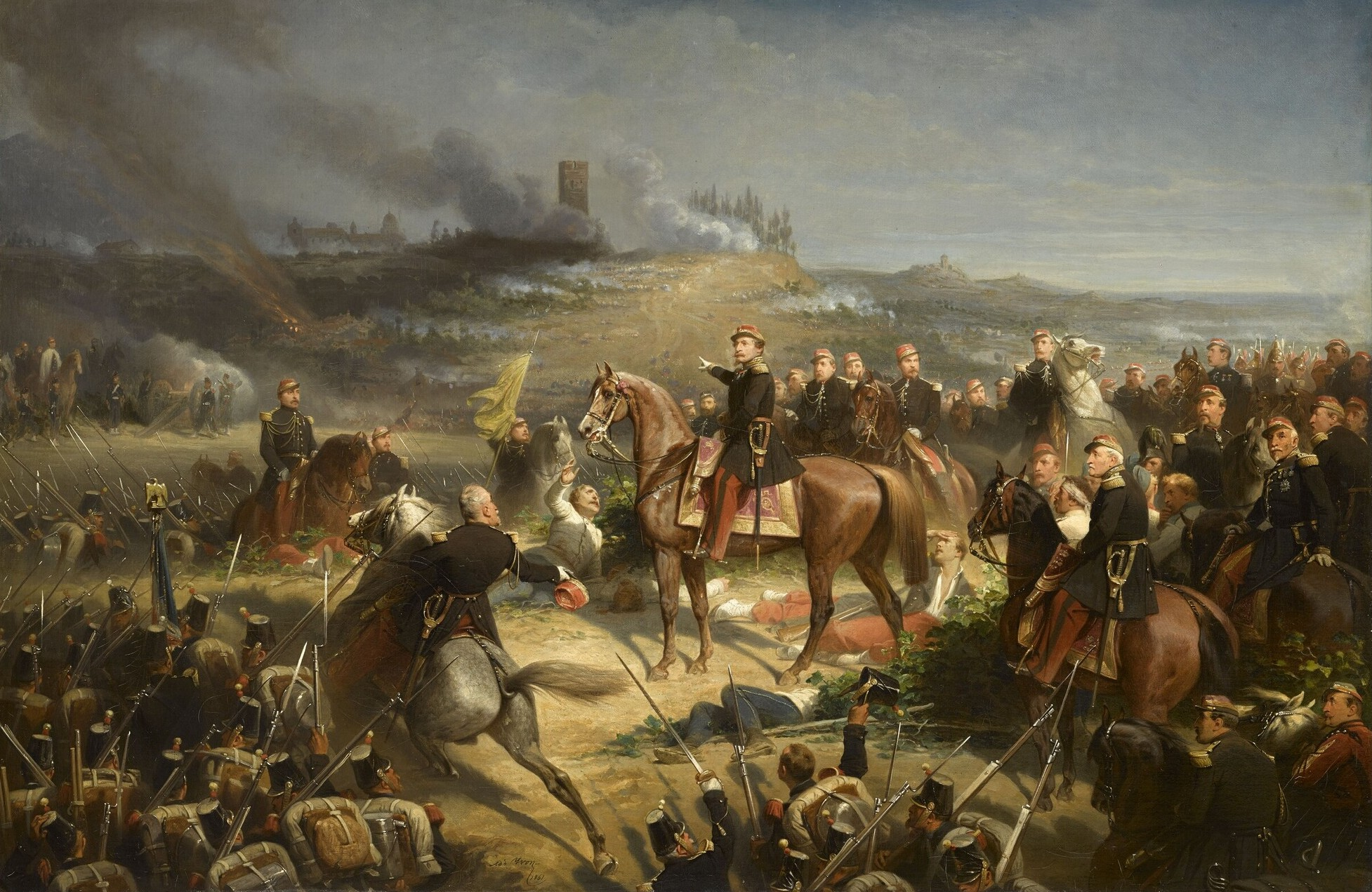
Il momento decisivo dello scontro sulle colline: alle 12,30 Napoleone III ordina l'attacco della Guardia alla conquista di Solferino.

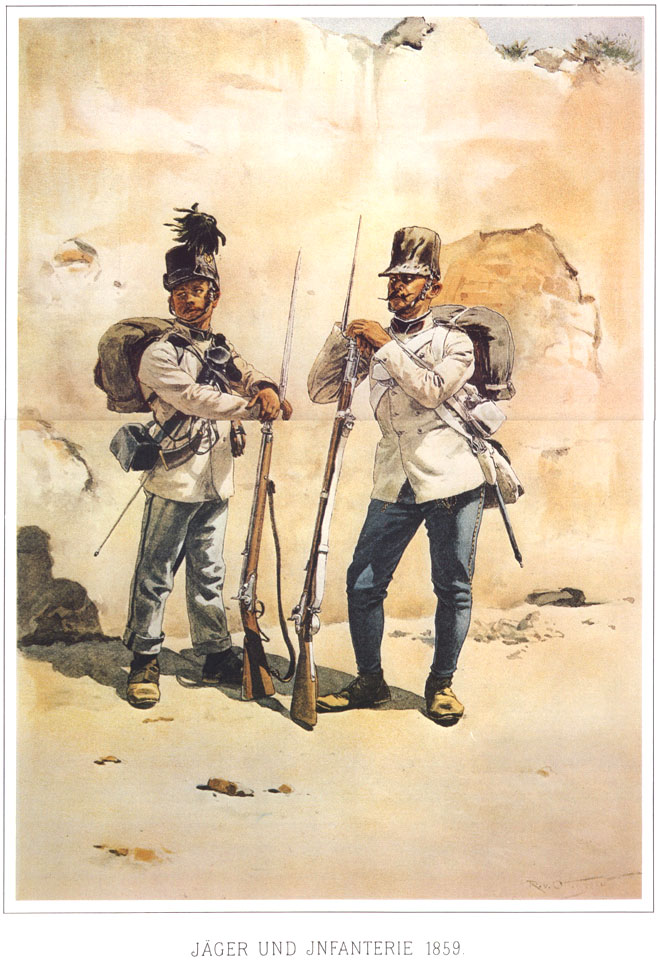
Un Cacciatore e un soldato di linea austriaci nelle loro uniformi del 1859.

Napoleone III tornò a nord, verso Solferino, il villaggio che era divenuto il punto nevralgico della battaglia. Lì il comandante del 1º Corpo francese, Baraguey d'Hilliers, ai piedi della collina sulla quale gli austriaci si difendevano nella rocca e nel cimitero, si era esposto più volte al fuoco nemico alla testa delle due sue divisioni maggiormente impegnate: la 2ª e la 3ª, dei generali Ladmirault e François Achille Bazaine rispettivamente. Estenuate dalla fatica, dal caldo e dalla moschetteria austriaca, queste truppe non avanzavano che con molta difficoltà, contrastate soprattutto dal 5º Corpo di Stadion.
Dall'altura di Monte Fenile, Napoleone III si accorse di un nuovo arrivo di truppe nemiche e ordinò alla 1ª divisione del 1º Corpo di Forey di avanzare con la brigata del generale Alfred d'Alton (1815-1866) che si trovava ammassata ai piedi dell'altura; nello stesso tempo ordinò alla 2ª Divisione della Guardia del generale Jacques Camou di sostenerla. Erano le 12,30 e questa manovra decise l'esito della battaglia.
Da nessuna parte si cedeva il passo se non combattendo accanitamente. Il generale Forey portatosi in testa agli uomini di d'Alton, fu ferito a un'anca e continuò a dirigere l'azione nonostante molti ufficiali attorno a lui cadessero. La brigata resistette al contrattacco anche quando fu minacciata di aggiramento, e la brigata della Guardia del generale François Joseph Manèque (1808-1867) arrivò appena in tempo per impedirne il crollo. Le due unità si unirono e attaccarono, conquistarono Monte Pellegrino (appena a sud di Solferino) e costrinsero gli austriaci a ritirarsi su Monte Sacro.
Qui la lotta ritornò drammatica: solo grazie all'intervento dell'artiglieria Forey riuscirà a conquistare l'altura a caro prezzo. Gli austriaci, individuate le ali del 1º Corpo francese, tentarono di insinuarsi per aggirarlo. Ma Baraguey d'Hilliers impegnò efficacemente l'artiglieria e le tre colonne della divisione di Ladmirault tornarono ad avanzare. Gli austriaci tuttavia resistevano saldamente e Ladmirault, ferito prima ad un braccio, poi all'inguine, fu costretto a cedere il comando al generale di brigata Ernest de Négrier (1799-1892).

### La conquista della rocca

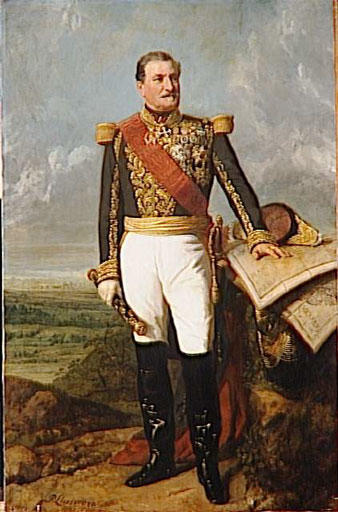
Il generale francese Élie Frédéric Forey fu uno dei protagonisti della battaglia, nella quale fu ferito ad un'anca.

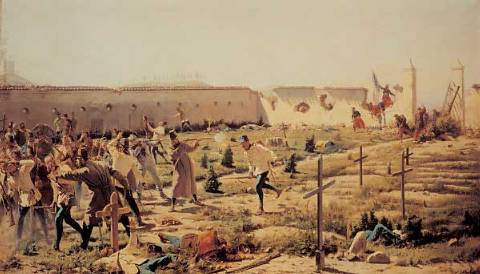
I francesi della divisione del generale Bazaine entrano nel cimitero di Solferino.

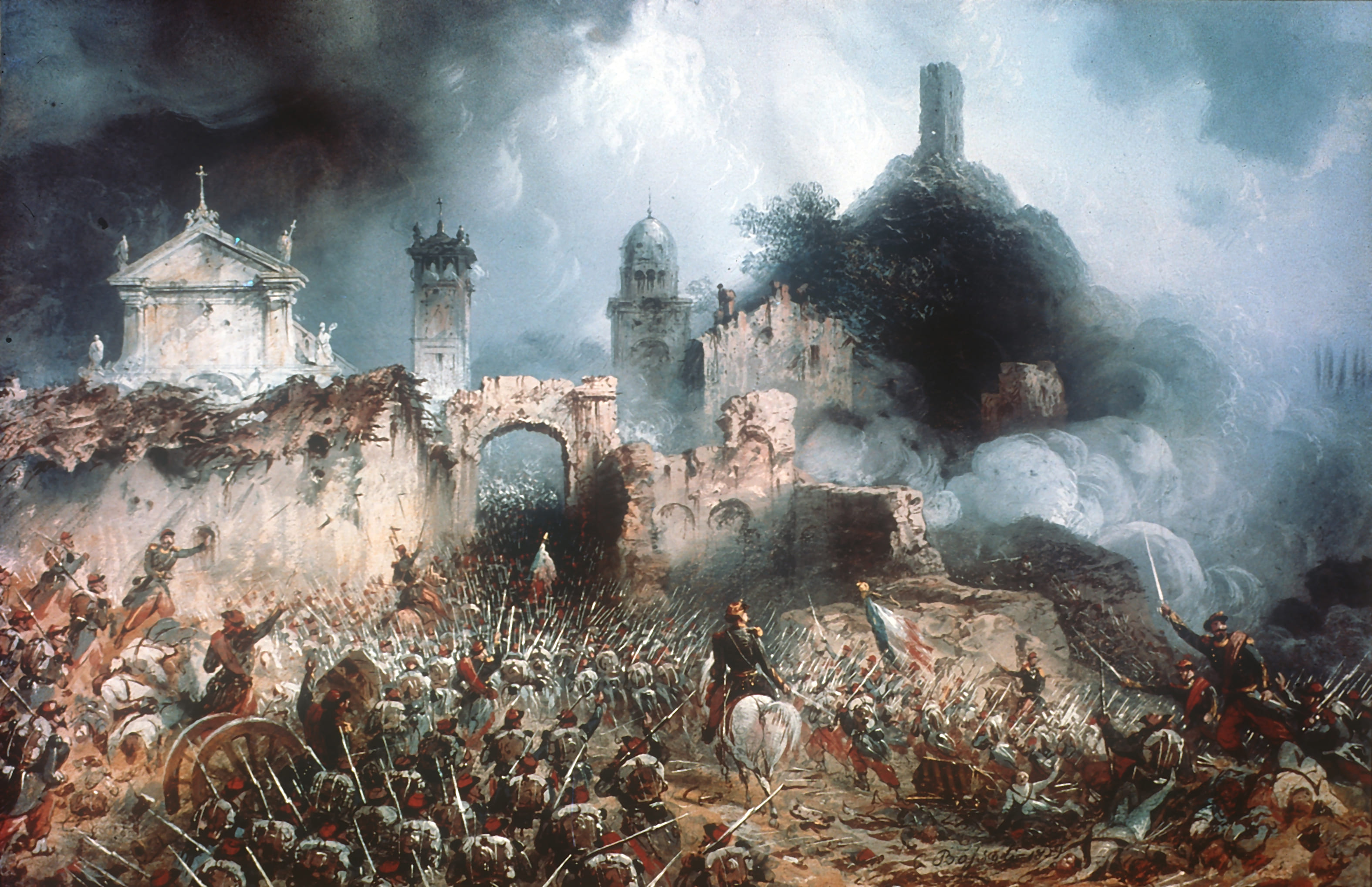
L'assalto finale a Solferino da parte del 1º Corpo francese.

Quasi tutto il peso dell'attacco francese su Solferino venne sostenuto dal 5º Corpo austriaco di Stadion, poiché i rinforzi del 1º Corpo di Clam-Gallas giunsero scarsi o quando la ritirata era già iniziata. Soprattutto, Stadion aveva dovuto impegnare 2 delle sue 5 brigate alla sua destra contro il Corpo piemontese. Asserragliati ora nella rocca e al cimitero, gli austriaci concentravano il loro fuoco sul ristretto fronte di 40 metri sul quale i francesi erano costretti ad avanzare. Forey allora con parte della sua divisione aggirò il villaggio e spinse all'attacco gli ultimi battaglioni. Il fuoco dell'artiglieria austriaca raggiunse perfino il Monte Fenile su cui era in osservazione Napoleone III, colpendo alcuni uomini della sua Guardia personale. Poi, il generale Forey ordinò l'assalto generale alla baionetta.
Al grido di “Viva l'Imperatore!” le truppe francesi assalirono da tre parti gli austriaci, che prima vacillarono, poi retrocedettero lentamente, infine si ritirarono. Mentre la divisione del generale Bazaine occupava finalmente il cimitero, il castello e il villaggio di Solferino, i soldati della divisione di cacciatori della Guardia e gli uomini della divisione Forey si arrampicavano fino ai piedi della torre che domina la rocca conquistandola. Solferino cadde fra le 13 e le 13,30. Ma solo alle 15,30 gli austriaci abbandonarono definitivamente la posizione sulle colline, lasciando in mano nemica 1 500 prigionieri, 14 cannoni e 2 bandiere.
Il Reggimento austriaco “Reischah” riuscì a coprire la ritirata del 5º Corpo e del 1° che intanto era giunto a soccorrerlo. A sua volta un terzo corpo, il 7°, fu trascinato nel ripiegamento. Le truppe del 5º Corpo cominciarono a ritirarsi a nord-est verso contrada Mescolaro e Pozzolengo, mentre quelle del 1° ripiegarono a sud-est su Cavriana.

## Al centro: l'avanzata di Mac-Mahon
Mentre cadeva Solferino, alle ore 14 pervenne all'imperatore Francesco Giuseppe un avviso del comandante della 1ª Armata von Wimpffen che lo avvisava di essere costretto a ritirarsi dietro il Mincio. L'Imperatore, per evitare un aggiramento da sud, ordinò allora a von Schlick di unirsi alla ritirata, lasciando però una forte retroguardia sulle colline di Cavriana. Mentre ciò avveniva, Wimpffen, cambiando parere e senza avvertire l'Imperatore, alle 16, tornò indietro e spinse nuovamente le sue truppe all'attacco.

### Gli scontri di Casal del Monte e San Cassiano

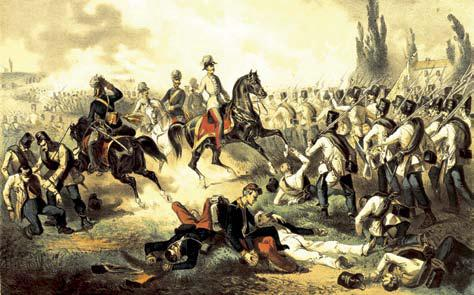
L'Imperatore d'Austria Francesco Giuseppe fra le sue truppe durante la battaglia.

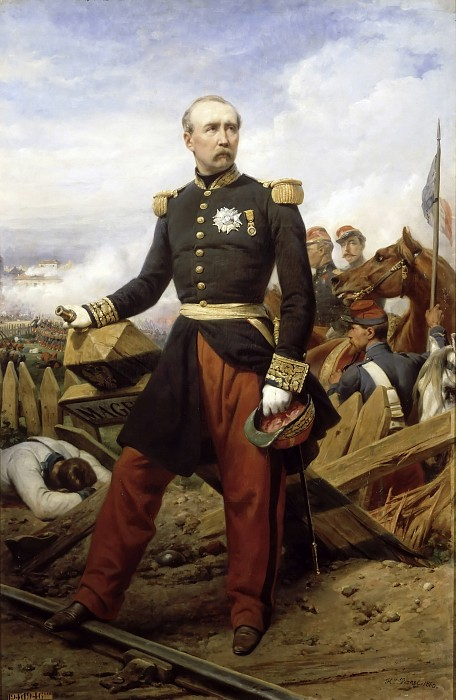
Il comandante del 2º Corpo francese Patrice de Mac-Mahon consolidò più a sud i successi ottenuti a Solferino.

Anche Napoleone III puntava su Cavriana, e aveva ordinato al comandante della Guardia Auguste d'Angély di impadronirsene. Le colline erano però presidiate da una parte dei corpi austriaci 5° (Stadion), 1° (Clam-Gallas) e 7° (Zobel). Le forze francesi che approcciarono il nemico furono quelle della brigata del generale Joseph Manèque (1808-1867) della divisione della Guardia di Camou. In inferiorità numerica, Manèque fu raggiunto da unità della 1ª Divisione della Guardia di Émile Mellinet (1798-1894) e, grazie a queste, dopo duri combattimenti, conquistò in testa ai suoi uomini Casal del Monte, tra Solferino e Cavriana.
Mac-Mahon, intanto, intorno alle 14,20 aveva mosso ed era riuscito ad occupare prima San Cassiano e poi posizioni austriache in pianura. Il nemico aveva tentato di attaccarlo alla sua sinistra, ma il tentativo era stato vanificato dall'intervento della cavalleria francese. Mac-Mahon, sempre in attesa del 4º Corpo di Niel, chiese rinforzi a Napoleone III, che gli arrivarono con la notizia che Niel marciava su Cavriana. Mac-Mahon mosse quindi a destra fino a San Cassiano, da dove le sue truppe non riuscirono ad avanzare nella zona collinare e dovettero fermarsi sopraffatte da forze superiori.

### Cavriana e gli scontri della cavalleria

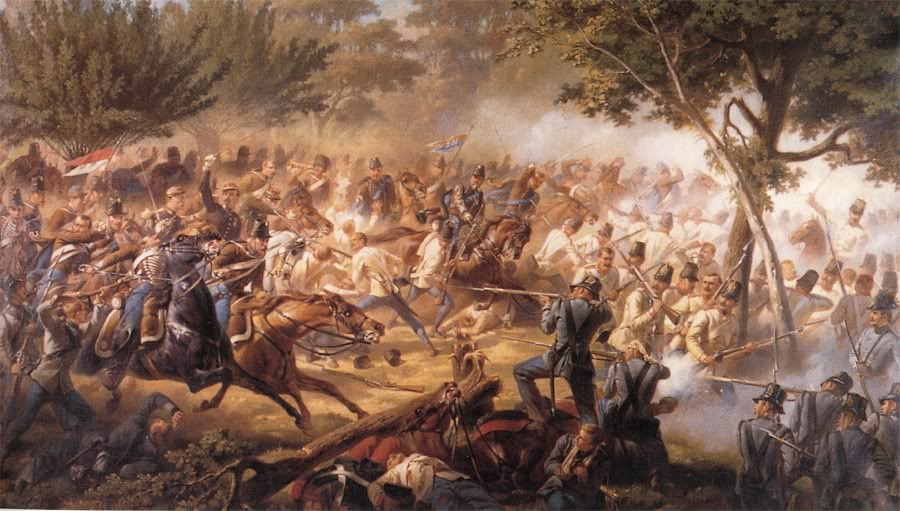
Carica a Casa Nuova del 2º reggimento Ussari francese della Divisione di cavalleria del generale Partouneaux.

Gli austriaci tentavano nel frattempo di aggirare la destra del 2º Corpo di Mac-Mahon, ma i Cacciatori a cavallo e l'arrivo della cavalleria della Guardia del generale Morris, scompaginarono la manovra nemica. Gli austriaci soffrirono anche il tiro dell'artiglieria francese che si oppose sia all'avanzata del 7º Corpo di Zobel, sia a quella della divisione di Cavalleria del generale Alexander von Mensdorff.
A sua volta, Mac-Mahon, riordinate le truppe, lanciò all'attacco di Monte Fontana, appena a nord-ovest di Cavriana, la divisione del generale Joseph de La Motte-Rouge. Questi, dopo aspri combattimenti, riuscì a far indietreggiare gli austriaci che, abbandonata l'altura, prima si ritirarono a valle, poi contrattaccarono, ma invano. Intervenuto anche il generale Manèque con la sua brigata, Cavriana fu occupata, mentre in pianura la cavalleria della Guardia riportava altri successi contro quella di Mensdorff. Alle 17 circa le alture di Cavriana erano in saldo possesso dei francesi.
Francesco Giuseppe aveva abbandonato il paese alle 16 e da Volta, alle 17, inviò ai suoi comandanti nuovi ordini: le truppe dovevano riprendere le loro posizioni sulla riva sinistra del Mincio. Alle 17,15 si scatenò un furioso temporale che agevolò gli austriaci nella loro ritirata.

## A sud: il fallimento della manovra austriaca

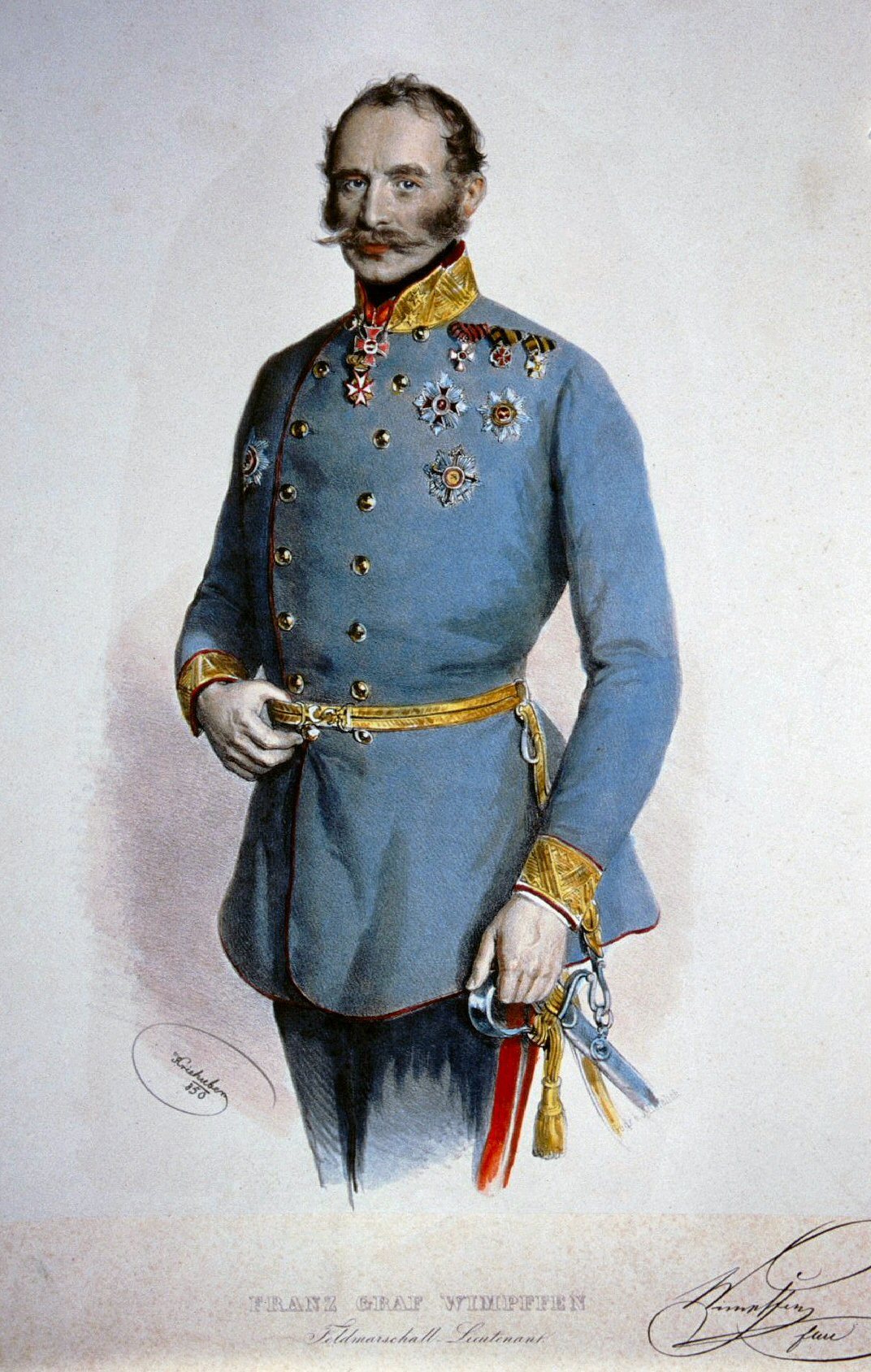
La 1ª Armata austriaca del generale Franz von Wimpffen non riuscì a compiere la manovra di aggiramento da sud.

Mentre questi avvenimenti accadevano a Solferino e Cavriana, sull'ala destra dello schieramento alleato, in pianura, si combatteva altrettanto fieramente. Qui il generale Adolphe Niel, al comando del 4º Corpo francese, era in attesa fra Medole e Guidizzolo di entrare in contatto con il grosso del 3º Corpo del generale François de Canrobert da sud-ovest. Nello stesso tempo Niel fronteggiava le truppe del 9º Corpo austriaco di Schaaffgotsche appartenenti a quella 1ª Armata che aveva avuto il compito di effettuare la manovra avvolgente da sud verso il Chiese.

### La conquista di Medole e Castel Goffredo

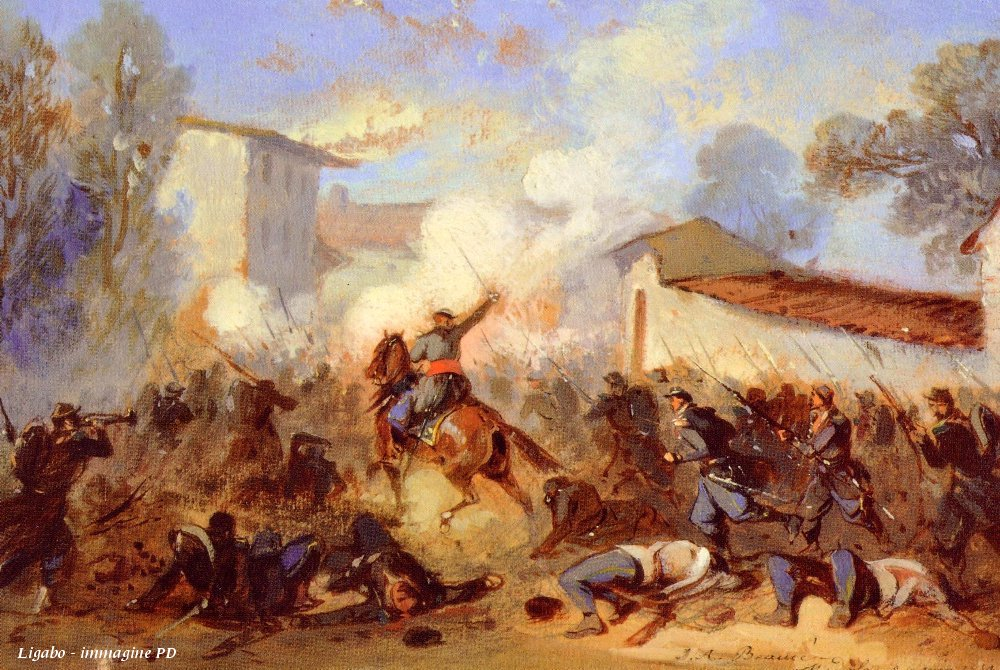
L'8º Reggimento di linea francese della divisione del generale De Luzy assalta l'abitato di Medole alle ore 4.30.

Medole era stata conquistata in mattinata. Partite alle 3 da Carpenedolo, le truppe del 4º Corpo francese si erano infatti dirette verso il paese marciando in direzione sud-est, sostenute dalle divisioni di cavalleria di Desvaux (1º Corpo) e Partouneaux (3º Corpo). A due chilometri dal loro obiettivo i Cacciatori a cavallo francesi incontrarono gli Ulani della 1ª Armata austriaca e li caricarono con successo, ma a poca distanza da Medole dovettero fermarsi respinti dalla resistenza della fanteria e dell'artiglieria austriaca. Il comandante della 1ª Divisione del 4º Corpo francese, Louis Henri François de Luzy-Pelissac si preparò allora ad attaccare il paese: appoggiate dall'artiglieria, due colonne aggirarono da nord e da sud Medole che fu attaccato con grande vigore. Alle 7 gli austriaci si erano ritirati.
Radunando le sue tre divisioni, il generale Niel pensò poi di portarsi verso Guidizzolo e, appena Mac-Mahon avesse preso Cavriana, avanzare per tagliare al nemico la strada per Volta e Goito. Ma per fare ciò aveva bisogno del supporto del 3º Corpo di Canrobert che, ancora più a sud, alle 2,30 di mattina aveva varcato il Chiese a Visano. Giunto alle 7 a Castel Goffredo, l'aveva trovato occupato dalla cavalleria austriaca e l'aveva espugnato con la divisione del generale Pierre Renault. Costui verso le 9 giunse a Medole e poi mosse a sud, a guardia di un paventato attacco da Mantova. Ciò paralizzò per la maggior parte del giorno il 3º Corpo. Niel non riuscì, così a ottenerne subito l'appoggio; quando aveva già fatto avanzare una brigata a metà strada fra Medole e Guidizzolo, nella zona di Rebecco.

### Lo scontro di Rebecco

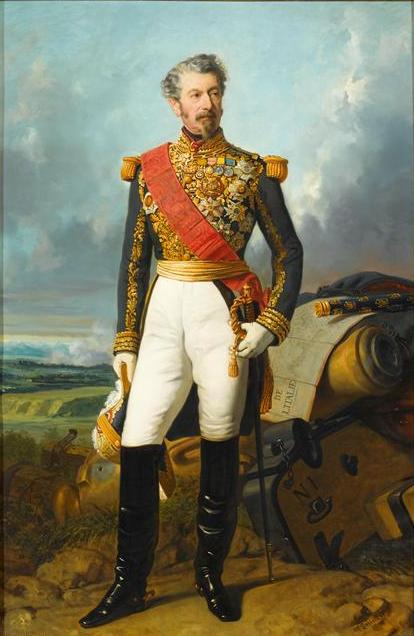
Al 4º Corpo francese di Adolphe Niel andò il merito di aver bloccato la manovra di aggiramento austriaca.

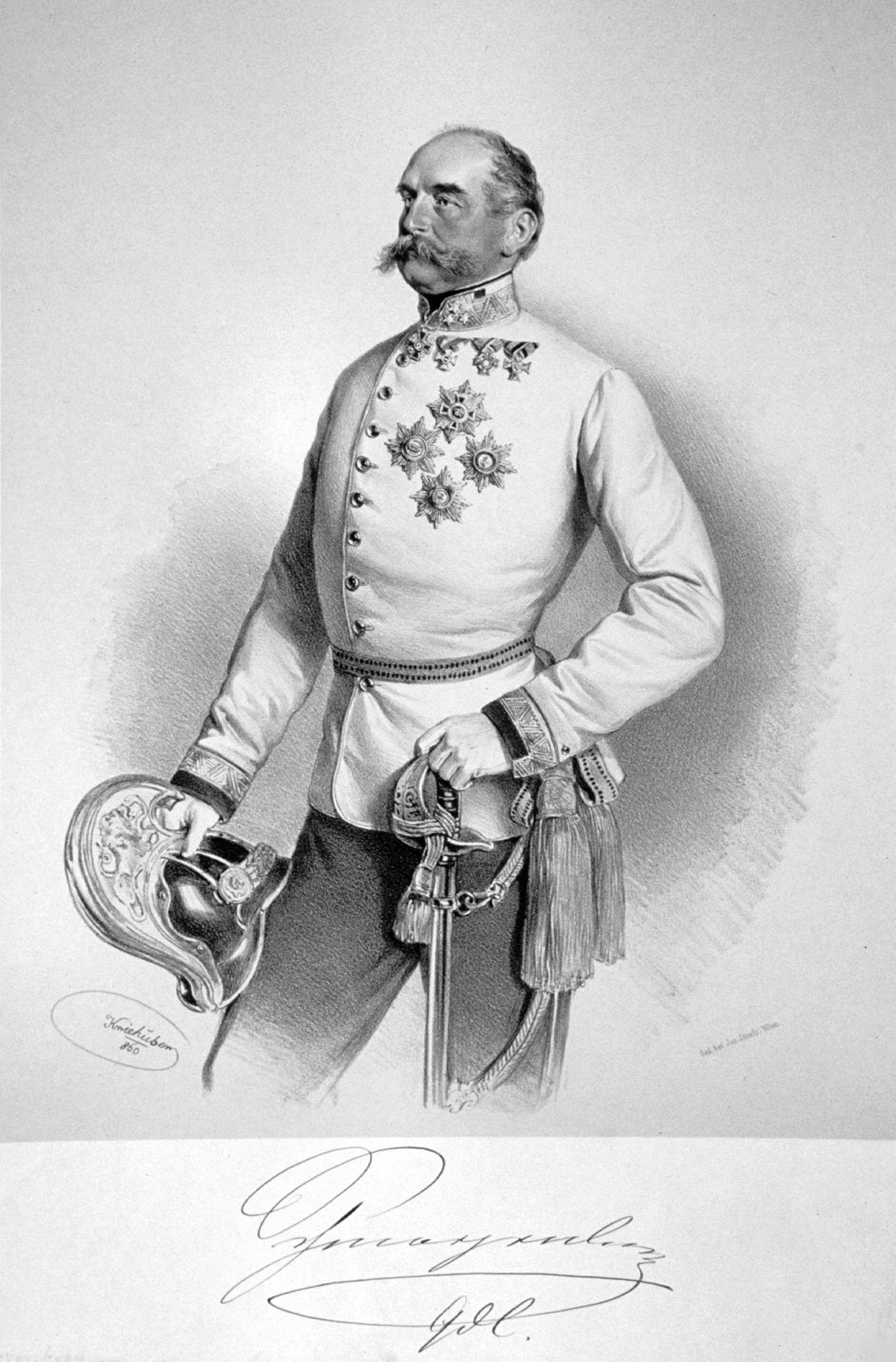
Nonostante i suoi sforzi, il 3º Corpo austriaco di Schwarzenberg non riuscì da Guidizzolo a oltrepassare Quagliara.

Gli austriaci, intanto si riorganizzavano e inviavano forze del 9º e del 3º Corpo da Guidizzolo verso i francesi. Francesco Giuseppe alle 11 e un quarto ordinava alla 1ª Armata di volgere a destra verso Solferino. Il suo 3º Corpo, comandato da Edmund zu Schwarzenberg, marciò sulla strada principale in direzione nord-ovest fino a località Quagliara (a poco più di 1 km a nord di Rebecco), ma non poté avanzare oltre, poiché il 9º Corpo di Schaaffgotsche, malgrado tutti i suoi sforzi, non riuscì ad allontanare le truppe di Niel da Rebecco.
Per più ore francesi e austriaci si disputarono questo villaggio. Ai rinforzi di Niel da Medole, gli austriaci risposero distaccando dall'11º Corpo la divisione del generale Friedrich August von Blomberg (1797-1877) che con due brigate sostenne il 9º Corpo e con una il 3°. Rebecco fu più volte preso e perduto, ci furono varie tregue e più volte le truppe austriache presero l'offensiva. Ma nonostante i loro sforzi e un energico attacco su Medole del 9º e 11º Corpo, gli uomini di Francesco Giuseppe non riuscirono ad ottenere vantaggi durevoli. Mancò a costoro l'appoggio della cavalleria della divisione del generale Friedrich Franz von Zedtwitz (1799-1866) che dopo lo scontro di Medole si era ritirata fino a Ceresara e poi a Goito.
I francesi disponevano invece delle divisioni di Desvaux e Partouneaux che caricavano i fanti austriaci e rompevano i loro quadrati. Ma soprattutto efficace era la nuova artiglieria a canna rigata che andava a colpire gli austriaci a distanze superiori rispetto a quelle raggiunte dai loro migliori cannoni.
L'azione austriaca fu definitivamente paralizzata dalla notizia che forze francesi (si trattava probabilmente di unità del 5º Corpo) si avvicinavano da Cremona. Ciò impedì l'utilizzo di una divisione del 2º Corpo austriaco che da Marcaria aveva già avuto l'ordine di aggirare i francesi da sud.

### La controffensiva francese su Guidizzolo

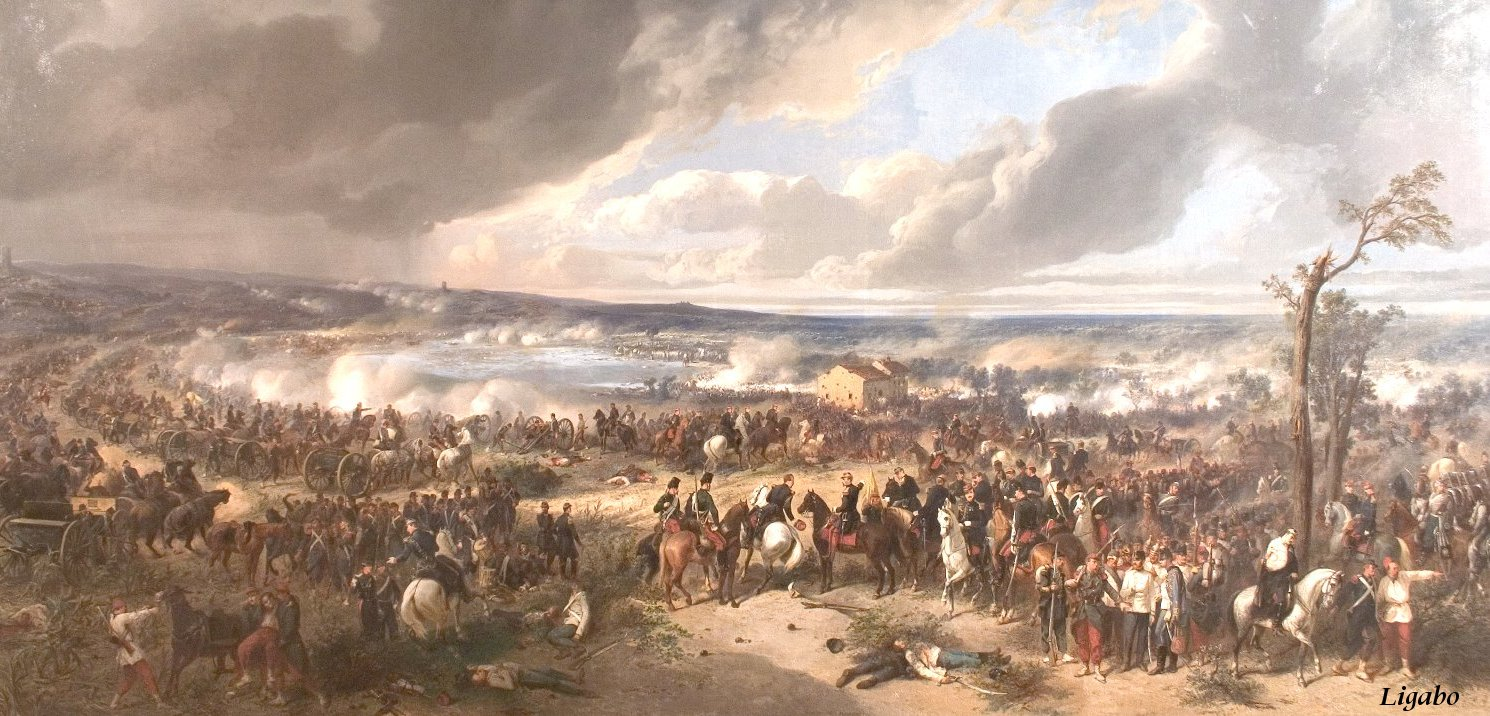
Campo di Medole - Quagliara, ore 16,30 circa: il generale francese Niel ordina la controffensiva su Guidizzolo. Sullo sfondo il campo di battaglia: la prima torre a sinistra è quella di Solferino, la seconda quella di Cavriana. La fattoria al centro è la disputatissima Casa Nuova

Intorno alle 15, il generale Niel, visto il nemico respinto sul fronte di Rebecco e sapendosi finalmente sostenuto dalla brigata del generale Henri Jules Bataille (1816-1882) del 3º Corpo, ordinò di attaccare Guidizzolo. Ma le truppe inviate, contrastate dal nemico, dovettero ripiegare su località Baite (poco a nord di Rebecco), mentre gli austriaci puntavano a riprendere Casa-Nuova (poco a sud di Quagliara). La brigata di Bataille che intanto si era unita alla lotta, a 800 metri da Guidizzolo fu fermata da uno schieramento di austriaci protetti dall'artiglieria. Superato anche questo ostacolo, i francesi furono bloccati solo alle porte del villaggio, difeso da due batterie di cannoni che sparavano a brevissima distanza.
Verso le 17 scoppiò il violento temporale di cui sopra. Anche qui i combattimenti cessarono. Ne approfittarono gli austriaci che posizionarono tutti i cannoni rimasti a difesa di Guidizzolo, ma in quel frangente giunse l'ordine dell'imperatore Francesco Giuseppe di ritirata generale. La 1ª Armata austriaca, che avrebbe dovuto, marciando su Castiglione respingere l'ala destra francese e salvare la 2ª sulle colline, aveva completamente fallito. Per questo, al centro, il generale Mac-Mahon poté spostarsi e rendere durature le occupazioni del Corpo della Guardia. Il 4º Corpo del generale Niel conquistò agli austriaci una bandiera, 7 cannoni e fece circa 2 000 prigionieri.

## A nord: i piemontesi contro gli austriaci

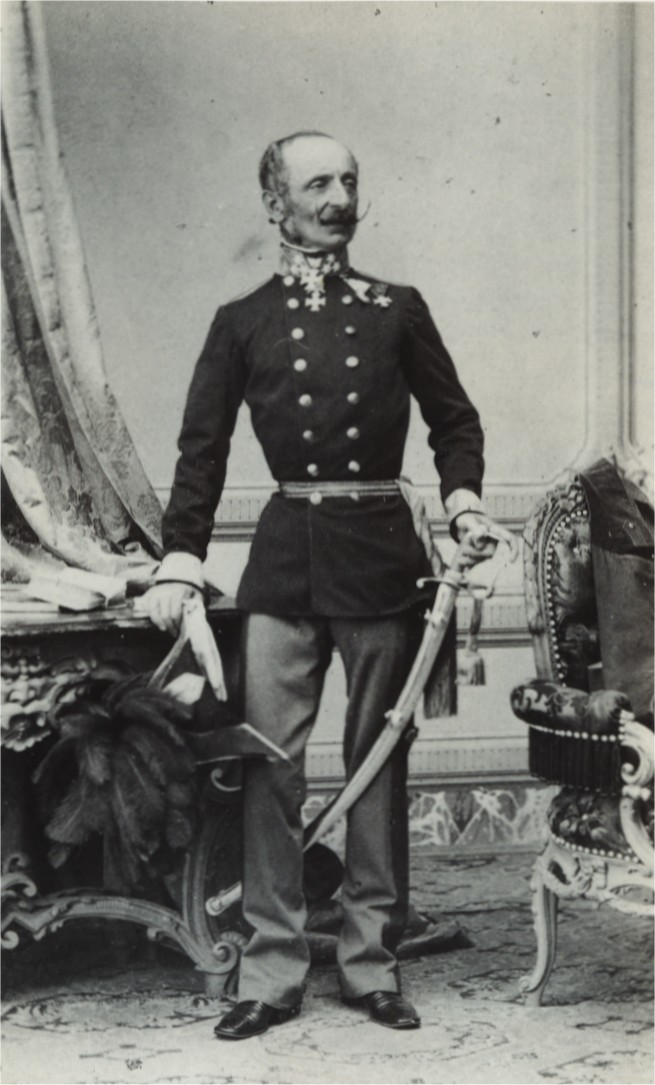
Gli austriaci che si batterono contro i piemontesi erano comandati dal generale Benedek.

I soldati delle quattro divisioni piemontesi che costituivano l'ala sinistra dello schieramento alleato erano anch'essi lontani dal pensare di incontrare il nemico in forze. Erano anzi convinti di avere dinnanzi a loro le retroguardie della ritirata austriaca. Per fronteggiarle, le quattro divisioni piemontesi in marcia dal Chiese a Pozzolengo erano precedute da forti avanguardie che mossero la mattina del 24 giugno in due colonne. Una costituita da reparti della 1ª e 2ª divisione che doveva seguire la strada di Castel Venzago e Madonna della Scoperta; l'altra, più a nord, a lambire la riva del lago di Garda, costituita da reparti della 3ª e della 5ª divisione, per la strada di Rivoltella e San Martino.
Sul fronte opposto, come abbiamo visto, Pozzolengo era stata assegnata all'8º Corpo del generale Benedek della 2ª Armata austriaca. Benedek disponeva di 5 brigate ma, in vista dell'imminente battaglia, il giorno prima gliene era stata assegnata un'altra proveniente da un corpo in difesa del Tirolo meridionale. Durante il corso della battaglia, inoltre, ottenne dal 5º Corpo altre due brigate, per un totale di 8; esattamente quante l'armata piemontese riuscì ad impiegarne contro di lui.

### Lo scontro di San Martino

#### Il primo assalto piemontese

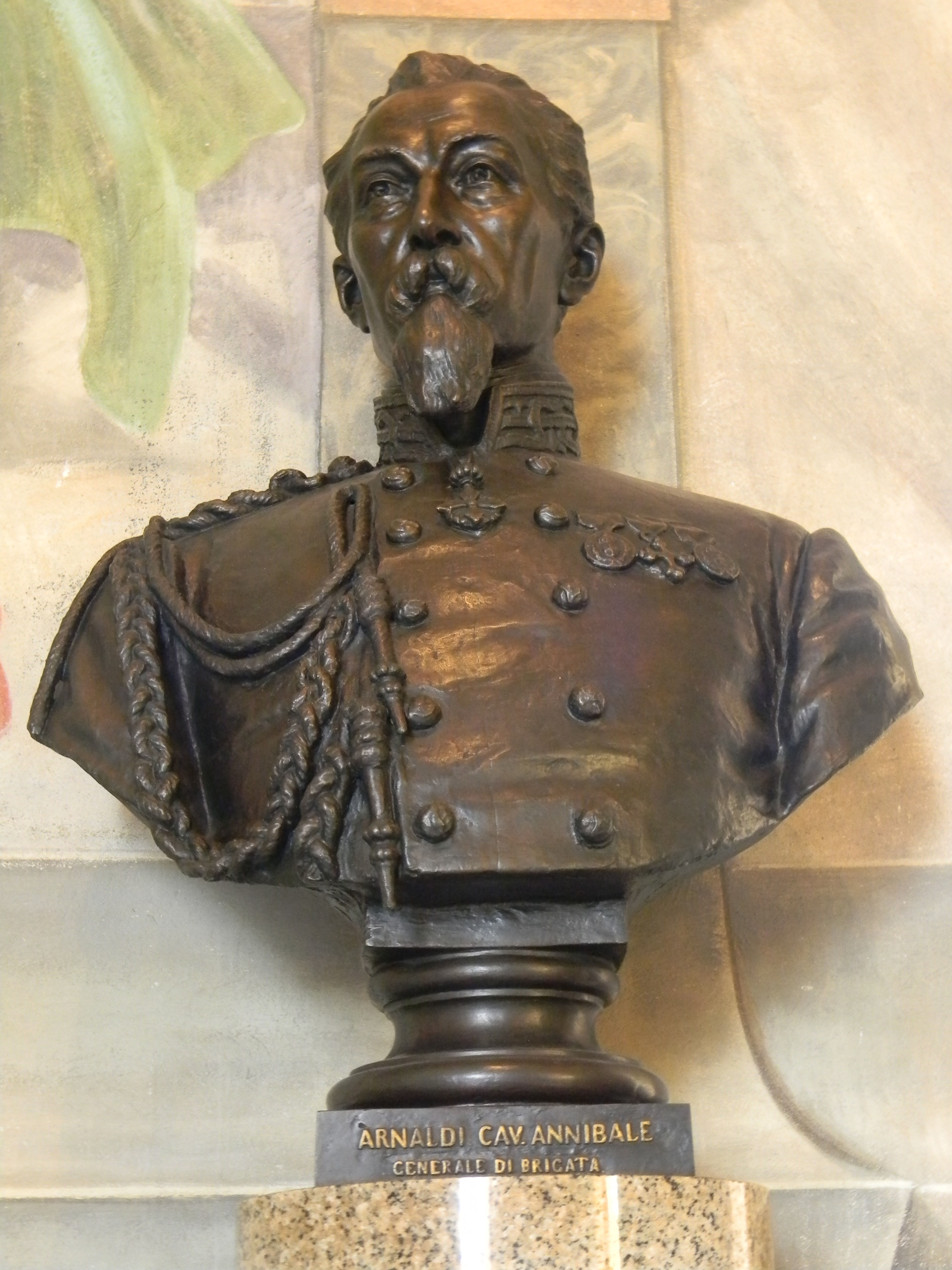
Il generale piemontese Matteo Annibale Arnaldi, mortalmente ferito durante il primo assalto a San Martino.

La prima ricognizione piemontese a partire, alle 3 del 24 giugno, fu quella della 5ª divisione (Cucchiari). Alle 7 i bersaglieri della ricognizione segnalarono la presenza del nemico che fu subito attaccato e respinto verso Pozzolengo. Ma il grosso delle truppe dell'8º Corpo era ormai sul posto, poiché Benedek alle 6,30 aveva ordinato di occupare le alture a nord del paese.
Attaccato da forze soverchianti, il reparto in ricognizione ripiegò sulla collina della chiesetta di San Martino, dove venne raggiunta da unità minori della 3ª Divisione di Mollard. Ancora sovrastate, le truppe piemontesi alle 8,15 si ritirarono fino alla linea ferroviaria. Sopraggiunse però la Brigata “Cuneo” della 3ª Divisione che alle 9 attaccò le posizioni austriache conquistando momentaneamente San Martino. Contrattaccata da forze superiori, la brigata dovette infatti abbandonare la posizione che fu ancora conquistata dai piemontesi dopo un successivo assalto. Al termine di quest'ultimo scontro fu ferito mortalmente il comandante della "Cuneo", il generale Matteo Annibale Arnaldi. Le truppe di Benedek si ritiravano di mezzo chilometro.
Alle 9,30, due nuove brigate austriache intervennero nella lotta e la “Cuneo” dovette a sua volta retrocedere intorno alle 10 verso la linea ferroviaria, dove si riordinò con l'ala sinistra all'altezza di località Refinella.

#### Il secondo assalto piemontese

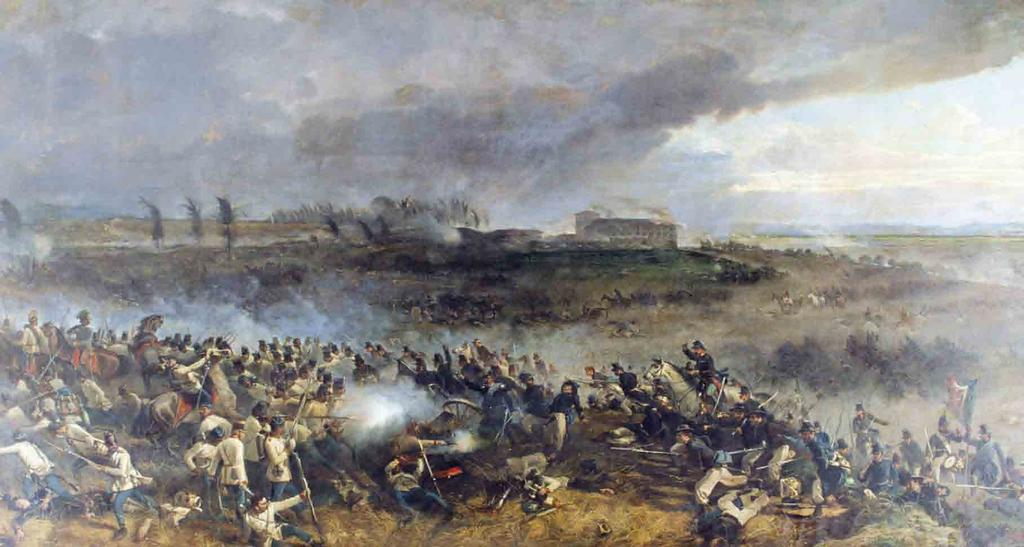
Uno degli assalti piemontesi alla collina di San Martino. Sullo sfondo la Cascina di Controcania, ulteriore caposaldo austriaco.

Benedek, d'altronde, non si preoccupò di inseguire i piemontesi quanto di rafforzarsi sulle alture, in modo da resistere ai nuovi attacchi che giudicava imminenti. Intanto, la 5ª Divisione piemontese del generale Cucchiari, partita alle 6,30 da Lonato, giunta presso Rivoltella ricevette notizia che la propria ricognizione e truppe della 3ª Divisione erano impegnate con il nemico. Come Mollard, neanche Cucchiari giudicò utile spendere del tempo per considerare la situazione e avvisare il Re: diede subito disposizioni per sostenere la ritirata della “Cuneo” e attaccare le alture.
Ma delle due brigate della 5ª Divisione era giunta solo la “Casale”, che assaltò il nemico senza esitazioni alle 11 circa. L'attacco fu condotto con veemenza da 5 300 uomini e 16 cannoni, mentre Benedek disponeva in loco di 10 000 soldati e 53 pezzi d'artiglieria, per di più in posizione migliore. Nonostante ciò, grazie anche all'attardarsi di ulteriori rinforzi austriaci, San Martino fu riconquistata alle 11,30.
Fu presa con gravi sacrifici anche la Cascina di Controcania, in posizione strategica a 500 metri a sud-ovest della chiesetta di San Martino. All'arrivo tuttavia dei menzionati rinforzi austriaci della brigata del generale Joseph Freiherr Philippović (1819-1889), Benedek fu in grado di riprendere la controffensiva e la Brigata “Casale” dovette ripiegare sulle posizioni dalle quali era partita. Ciò avveniva verso mezzogiorno, proprio quando la seconda brigata della 5ª Divisione, la “Acqui”, raggiungeva il campo di battaglia.
Come le altre, anche le unità della “Acqui” furono mandate subito all'assalto e riconquistarono le alture. Benedek raggiunse allora la linea del fuoco per ricondurre parte delle truppe sconfitte al contrattacco. Le altre brigate austriache sulle ali pure contrattaccarono e i piemontesi dovettero retrocedere. Ma all'arrivo del secondo reggimento della “Acqui” gli austriaci furono fermati e i piemontesi conquistarono ancora temporaneamente la chiesa di San Martino. Superati ancora nel numero, dovettero però ancora cedere, nonostante l'arrivo di un reggimento della Brigata “Pinerolo” della 3ª Divisione di Mollard. Erano le 13,20.
Entrambe le parti erano esauste e Benedek era preoccupato per le minacce che gli venivano da Madonna della Scoperta dove, a 2 km a nord-est di Solferino, i piemontesi avevano impegnato gli austriaci che combattevano con i francesi. Sul fronte di San Martino si ebbe così una sosta.

#### Il terzo assalto piemontese

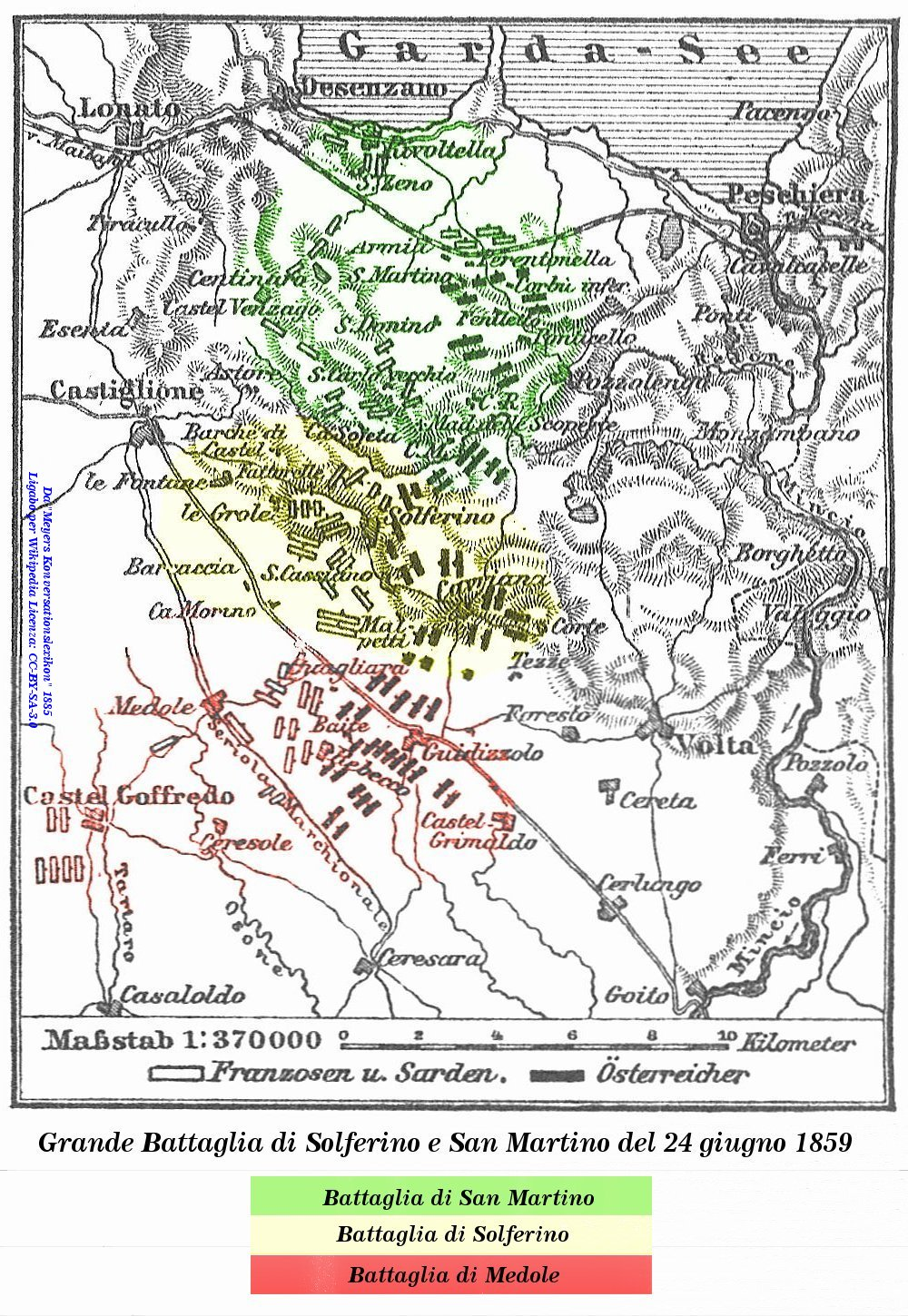
La battaglia, suddivisa nei tre scontri principali, in una carta austriaca dell’ottocento.

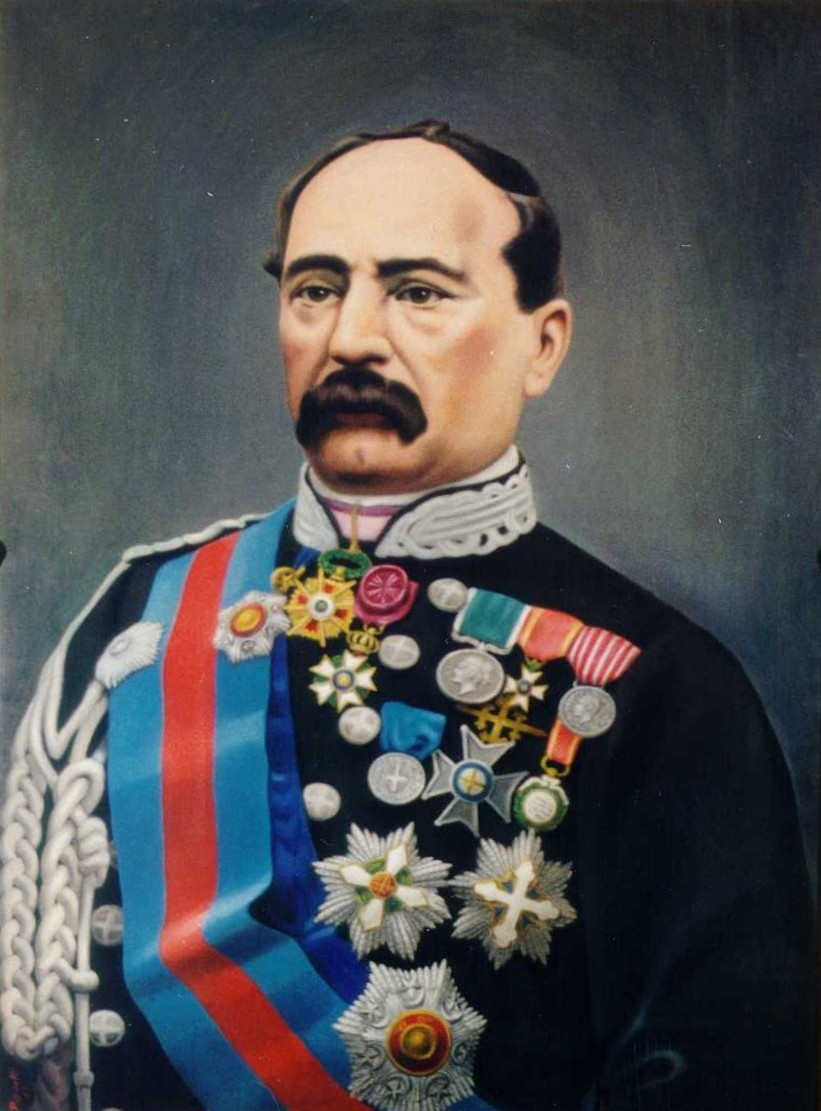
Il generale Manfredo Fanti, comandante della 2ª Divisione piemontese che si batté a San Martino.

Mentre con tanto accanimento le brigate piemontesi combattevano presso San Martino, la battaglia infieriva lungo tutto il fronte. La 1ª Divisione piemontese, al comando del generale Durando, combatteva a Madonna della Scoperta contro parte del 5º Corpo austriaco di Stadion, e i francesi, come abbiamo visto, erano impegnati a Solferino, Medole e Guidizzolo.
Vittorio Emanuele II si trovava a Lonato e fin dalle prime ore del mattino sentì in lontananza tuonare i cannoni. Si preparò a partire ma decise di aspettare notizie. Alle 7,30 una missiva di Napoleone III gli chiese una divisione per il fronte di Solferino. Il Re diede ordine di partire alla 2ª Divisione di Fanti, ma quando gli pervennero le notizie degli scontri di San Martino inviò un contrordine, disponendo che una delle due brigate della divisione marciasse su Madonna della Scoperta e l'altra su San Martino.
La Brigata “Aosta” della 2ª Divisione arrivò sul campo di battaglia intorno alle 15,30, assieme agli ordini di Vittorio Emanuele II per la 5ª Divisione di Cucchiari di tornare in linea e di attaccare con le 5 brigate riunite (una della 2ª Divisione, due della 3ª e due della 5ª) San Martino. Invece, i due reggimenti della Brigata “Pinerolo” (della 3ª) per un'infinità di incidenti e difficoltà attaccarono per primi dalle 16,45 in due attacchi separati e furono respinti; poi attaccò la Brigata “Aosta” (della 2ª) che, dopo una tenace resistenza, dovette ugualmente cedere; mentre solo alle 17 la 5ª Divisione riusciva a partire da Rivoltella, dove si era ritirata, per raggiungere il campo di battaglia. Intanto era scoppiato il già citato temporale, che impose una pausa negli assalti.
Sull'altro fronte Benedek, verso le 16, aveva ricevuto l'ordine da Francesco Giuseppe di ritirarsi in conformità con l'andamento della battaglia a Solferino. Ma il comandante dell'8º Corpo, lungi dal voler lasciare ai piemontesi le posizioni difese con tanti sacrifici, aveva ignorato l'ordine.

#### Il quarto assalto piemontese

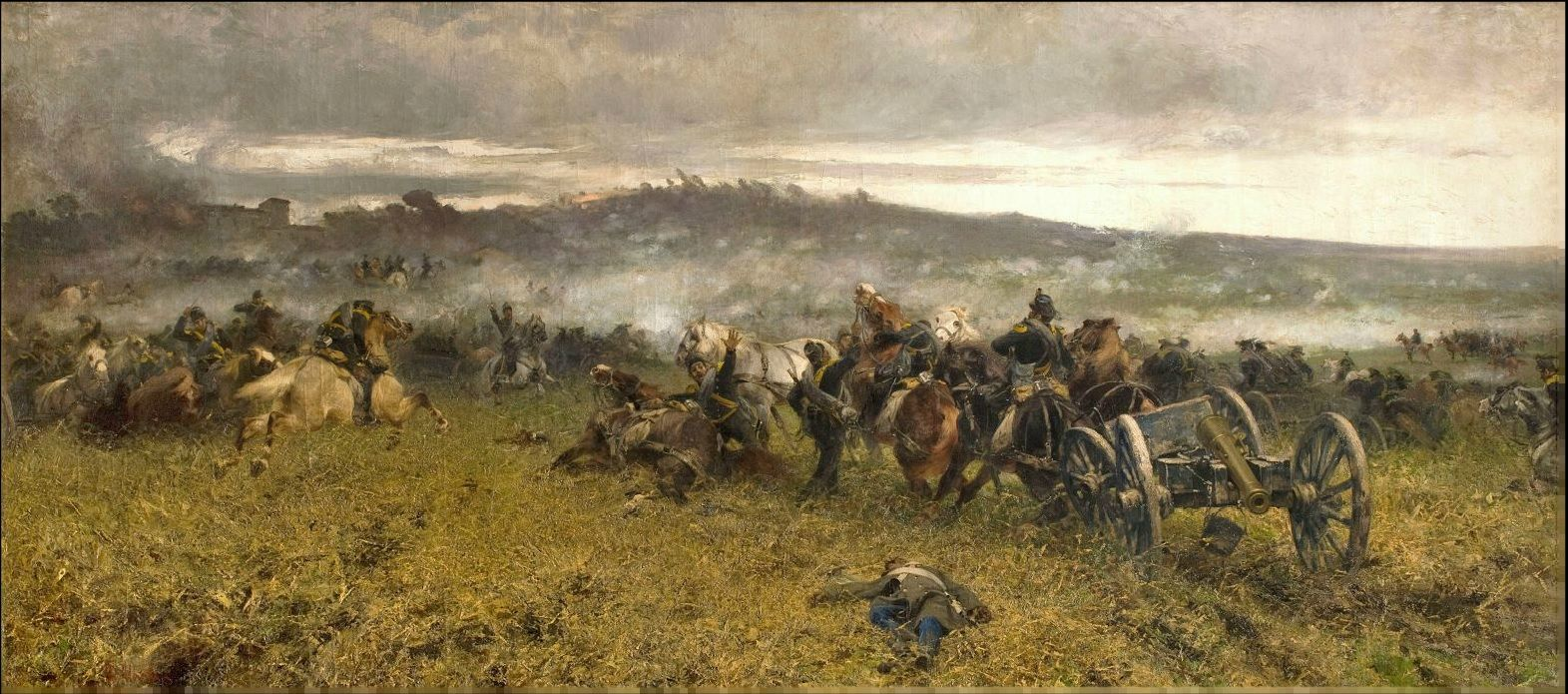
L'artiglieria della 3ª Divisione piemontese allo scontro di San Martino.

Così, alle 19, le forze piemontesi si prepararono per l'ultimo, decisivo attacco. Erano pronte forze corrispondenti a 3 brigate: a sinistra un reggimento della Brigata “Casale” e uno della “Acqui” (entrambe della 5ª Divisione), al centro la Brigata “Aosta” (2ª Divisione), e a destra un reggimento della Brigata “Cuneo” e uno della “Pinerolo” (3ª Divisione). Dall'altro lato attendevano 5 brigate austriache, perché una era stata ritirata dalla lotta da Benedek (probabilmente in parziale ottemperanza agli ordini ricevuti). Alle 19,30 ci fu l'ultimo assalto piemontese, ancora una volta secondo la relazione ufficiale, «condotto con deficiente unità di comando, sicché la vittoria fu ottenuta solo a prezzo di molto sangue». Il centro e la sinistra piemontesi avanzarono impadronendosi delle posizioni nemiche, mentre l'ala destra trovò ancora una tenace resistenza.
Solo alle 20 i piemontesi posero definitivamente piede sulle alture così contestate. Non pago, mezz'ora dopo, Benedek, con elementi di due brigate tentò un ultimo disperato assalto, respinto dai piemontesi che catturarono 5 cannoni e 200 austriaci. La stanchezza impedì tuttavia ai vincitori l'inseguimento.
Alle ore 3 del giorno successivo tutto l'8º Corpo austriaco era raccolto sulla riva sinistra del Mincio. Per quasi 14 ore 22 000 piemontesi, a successive riprese, con 48 cannoni, nonostante le gravi perdite, avevano attaccato 20 000 austriaci con 80 cannoni. Nello scontro di San Martino avevano combattuto forze di 5 brigate piemontesi (di cui una di rinforzo arrivata in un secondo momento) contro quelle di 6 brigate austriache.

### Lo scontro di Madonna della Scoperta

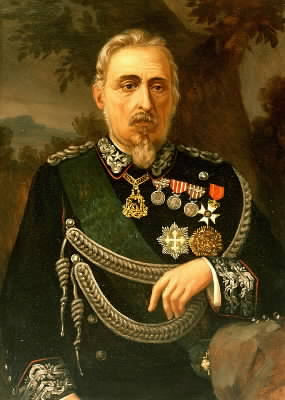
Il generale Giovanni Durando, comandante della 1ª Divisione piemontese che si batté a Madonna della Scoperta.

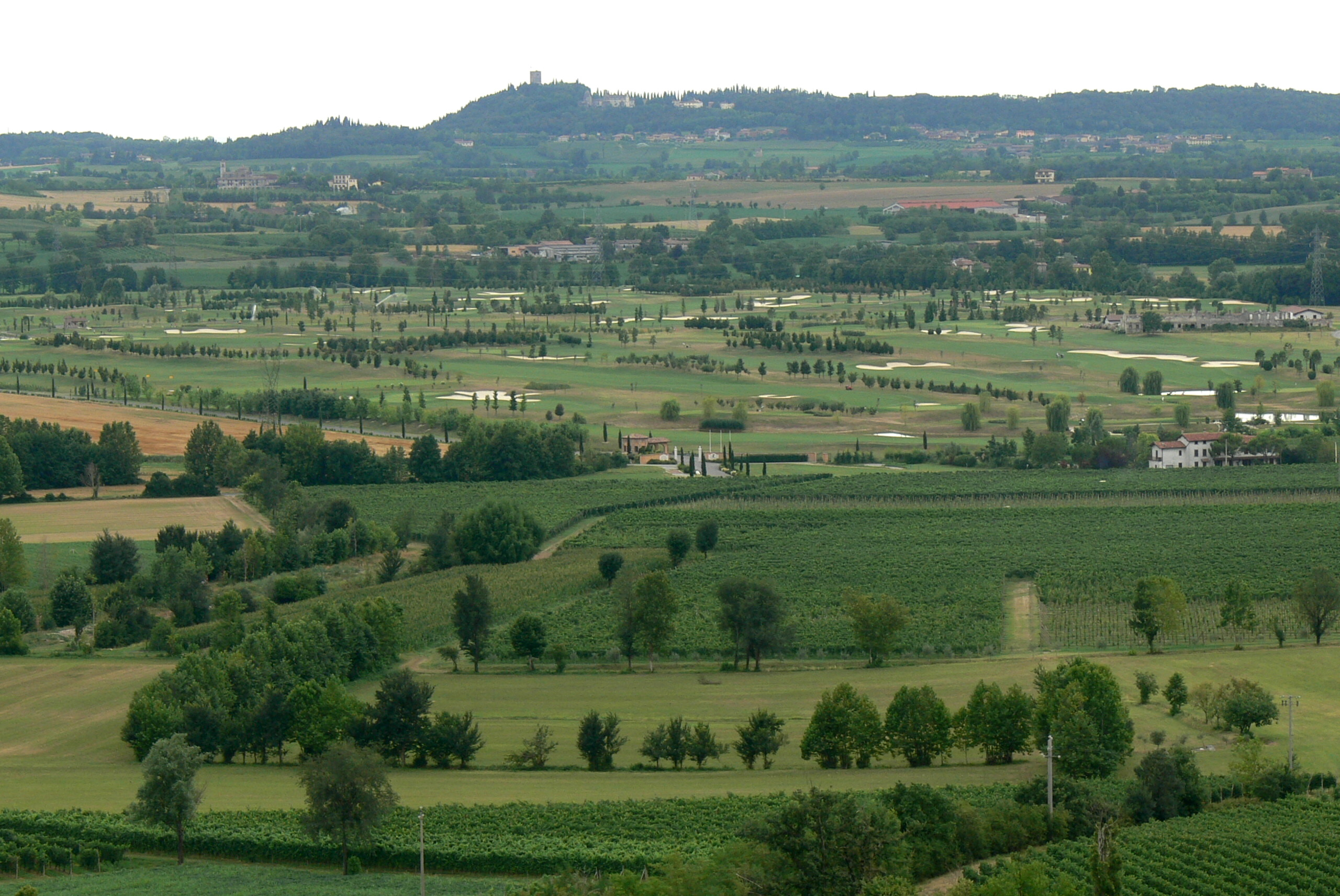
Come appare oggi il campo di battaglia piemontese da nord. In fondo, sul colle più alto: Solferino. Il campo di battaglia francese si trovava invece al di là delle colline.

Anche presso la chiesa della Madonna della Scoperta (in territorio lonatese, fra il colle di San Martino a nord e Solferino a sud) il combattimento fu violento. Fin dalle 3 del mattino una ricognizione della Brigata “Granatieri di Sardegna” della 1ª Divisione di Durando era stata inviata sul posto. Lo scontro si fece cruento alle 9, e alle 10,30 i granatieri occupavano la posizione. La brigata austriaca del generale Koller della 2ª Divisione che aveva difeso Madonna della Scoperta, fu soccorsa però da una seconda brigata, quella del generale Ludwig Freiherr von Gaál (1810-1877) della 1ª Divisione, e insieme riconquistarono l'avamposto.
Da quel momento, come a San Martino, la lotta si svolse per episodi. I piemontesi attaccarono le posizioni austriache man mano che giungevano sul posto: accorsero vari reparti della Brigata "Piemonte" della 2ª Divisione di Fanti, e alle 12 giunse anche la seconda brigata della 1ª Divisione piemontese, la “Savoia”, che assieme ai granatieri impegnò in un tenace combattimento gli austriaci fino alle 14. Ma ormai Francesco Giuseppe aveva ordinato la ritirata delle sue truppe e poco prima delle 15 la 2ª Divisione di Fanti trovò il colle della Madonna della Scoperta sgombro.
Il generale austriaco Moriz von Pálffy ab Erdöd (1812-1897), comandante della 1ª Divisione del 5º Corpo, si era infatti ritirato dalle posizioni di Madonna della Scoperta verso le 15 con la brigata del generale Gaál.

### Il contributo piemontese alla vittoria
Il contributo piemontese alla vittoria alleata fu notevole. Quantunque mancasse un'azione unitaria. Mancò anche solo un'azione coordinata delle truppe impegnate a San Martino e a Madonna della Scoperta. Vittorio Emanuele II ebbe prima la sensazione che l'azione si decidesse sul lato di Solferino, poi fu distratto dalla situazione momentaneamente critica a San Martino, il tutto trovandosi, a causa del fronte amplissimo, lontano dalla linea del fuoco.
I piemontesi impegnarono con le loro 8 brigate altrettante brigate nemiche, sottrassero 2 brigate al 5º Corpo austriaco che si batteva fra Solferino e Madonna della Scoperta, e impedirono all'8º Corpo a San Martino di inviare 2 brigate al centro. Così 4 brigate mancarono agli austriaci nel momento cruciale della battaglia contro i francesi. Fu, però, un'azione slegata e le truppe piemontesi pagarono con il loro sacrificio il mancato coordinamento iniziale.

## Perdite e conseguenze

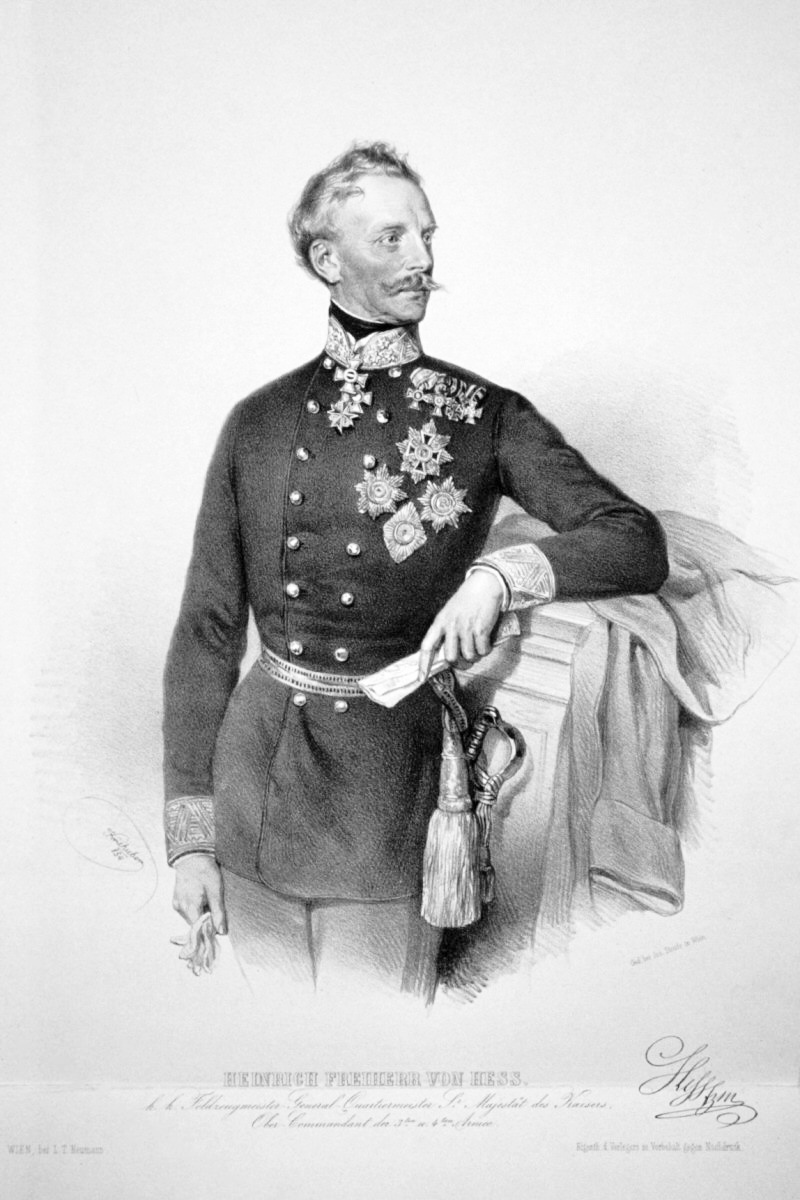
Dopo la battaglia, il capo di stato maggiore austriaco Hess fu del parere di ritirarsi fino all'Isonzo.

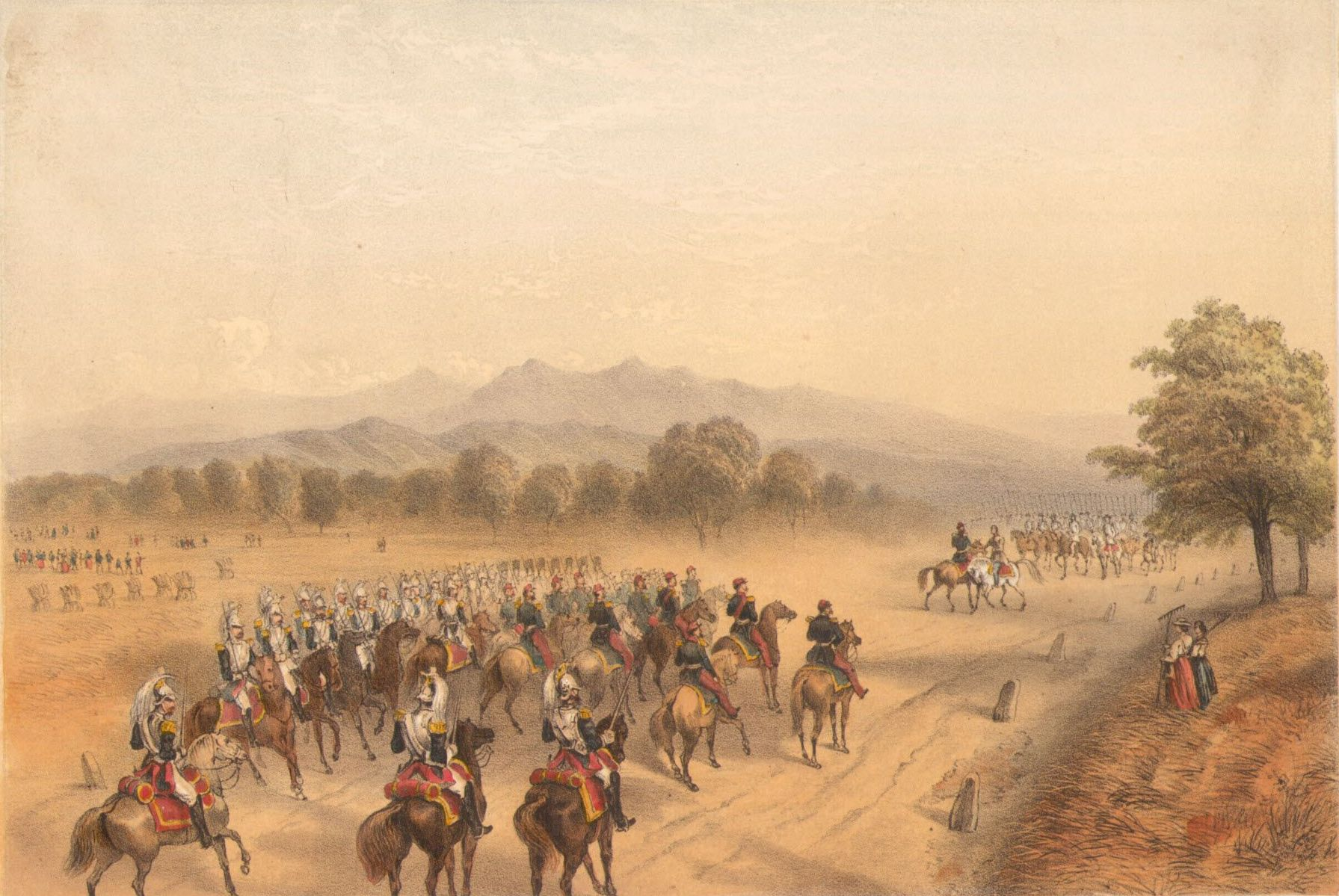
L'incontro fra Napoleone III e Francesco Giuseppe presso Villafranca in una stampa dell'epoca.

La battaglia di Solferino e San Martino fu la più sanguinosa dai tempi delle guerre napoleoniche. I francesi lamentarono 1 622 morti e 8 530 feriti, oltre a 1 518 fra dispersi e prigionieri; i piemontesi contarono 869 morti, 3 982 feriti e 774 dispersi o prigionieri. In totale le perdite degli alleati ammontarono a 2 431 morti e 12 152 feriti. Dal canto loro gli austriaci ebbero 2 292 morti e 10 807 feriti, oltre a 8 638 dispersi o prigionieri.
Napoleone III, così come a Magenta, non inseguì il nemico in ritirata. E anche questa volta, dopo 10 ore di battaglia, i suoi nervi erano allo stremo. Mentre sempre più grave appariva la sconfitta austriaca. Il 25 giugno il capo di stato maggiore austriaco von Hess ordinò d'accordo con il suo vice, il generale Wilhelm Ramming, la ritirata fino al fiume Isonzo, il che voleva dire abbandonare il Veneto al nemico. Due giorni dopo, però, nell'attraversare l'Adige, l'ordine fu sospeso e, vista l'inazione franco-piemontese, il 30, fu annullato.
Dopo 11 giorni di stasi, per decisione unilaterale di Napoleone III, costui, Francesco Giuseppe e il giorno dopo Vittorio Emanuele II, firmarono l'armistizio di Villafranca, che poneva fine alla seconda guerra d'indipendenza. Il Re di Sardegna acquisiva la Lombardia, deludendo le aspettative di coloro che speravano in una vittoria completa che comprendesse anche il Veneto, così come stabilito da Cavour e Napoleone III a Plombières.

## La nascita della Croce Rossa
La presenza di moltissimi morti e feriti sul campo, le devastazioni alle coltivazioni, alle case, e soprattutto l'inadeguatezza dei servizi sanitari dei tre eserciti ispirarono al ginevrino Jean Henri Dunant, presente sul posto, l'ideazione della Croce Rossa: le sofferenze a cui assistette furono così toccanti che volle raccontare la sua esperienza nel libro Un Souvenir de Solférino.
Da questo testo, che è una vibrata denuncia delle atrocità della guerra, e dall'impegno di Dunant di formare un servizio sanitario che si occupasse dei feriti a prescindere dalla loro nazionalità, nacque nel 1863 il Comitato internazionale della Croce Rossa.
Per quanto attiene all'Esercito Francese, l'inefficienza del servizio sanitario dipese non dalla carenza di numero o di preparazione degli addetti, ma da marcati errori logistici nella fornitura dei necessari materiali. Infatti, alcuni mesi più tardi, dopo la firma della Pace di Zurigo, vennero rinvenute nei magazzini di Milano e di Genova circa 5 000 balle sanitarie ancora sigillate, ovvero equipaggiamenti di primo intervento contenenti medicinali, bende, ferri chirurgici e varia attrezzatura medica. Ormai inutili, furono rispedite in Francia.